# NHL 2023/2024
Sezóna 2023/24 byla 107. sezónou v historii severoamerické a světově nejprestižnější hokejové ligy světa NHL. Základní část začala 10. října 2023 a skončí v dubnu 2024, play-off o Stanley Cup skončilo v červnu téhož roku.

## Činnost ligy

### Vstupní draft
Draft NHL 2023 se konal 28. a 29. června 2023 v Bridgestone Areně v Nashvillu ve státě Tennessee.

### Předsezónní zápasy v Austrálii
NHL uspořádala poprvé v historii zápasy v Austrálii. Zápasy týmů Arizona Coyotes a Los Angeles Kings se odehrály 23. a 24. září v Rod Laver Areně v Melbourne. Vzhledem k tomu, že aréna nebyla nikdy určena pro lední hokej, liga postavila dočasné kluziště jako při každém jiném venkovním utkání NHL.

## Základní část

### Tabulky
| Vysvětlivky                                                                |
| -------------------------------------------------------------------------- |
| Celkový vítěz základní části (zisk Presidents' Trophy) a postup do playoff |
| Tým skončil na prvním místě v konferenci a postoupil do playoff            |
| Tým skončil na prvním místě v divizi a postoupil do playoff                |
| Ostatní týmy přímo postupující do playoff                                  |
| Postupující do playoff na divokou kartu                                    |
| Vyřazené týmy na divokou kartu                                             |
| Ostatní vyřazené týmy                                                      |

#### Východní konference
| Atlantická divize |                     |    |    |    |    |    |         |     |
| Poz.              | Tým                 | Z  | V  | VP | PP | P  | SCO     | B   |
| 1.                | Florida Panthers    | 82 | 42 | 10 | 6  | 24 | 268:200 | 110 |
| 2.                | Boston Bruins       | 82 | 36 | 11 | 15 | 20 | 267:224 | 109 |
| 3.                | Toronto Maple Leafs | 82 | 33 | 13 | 10 | 26 | 303:263 | 102 |
| 4.                | Tampa Bay Lightning | 82 | 37 | 8  | 8  | 29 | 291:268 | 98  |
| 5.                | Detroit Red Wings   | 82 | 27 | 14 | 9  | 32 | 278:274 | 91  |
| 6.                | Buffalo Sabres      | 82 | 33 | 6  | 6  | 37 | 246:244 | 84  |
| 7.                | Ottawa Senators     | 82 | 25 | 12 | 4  | 41 | 255:281 | 78  |
| 8.                | Montreal Canadiens  | 82 | 20 | 10 | 16 | 36 | 236:289 | 76  |

| Metropolitní divize |                       |    |    |    |    |    |         |     |
| Poz.                | Tým                   | Z  | V  | VP | PP | P  | SCO     | B   |
| 1.                  | New York Rangers      | 82 | 43 | 12 | 4  | 23 | 282:229 | 114 |
| 2.                  | Carolina Hurricanes   | 82 | 44 | 8  | 7  | 23 | 279:216 | 111 |
| 3.                  | New York Islanders    | 82 | 29 | 10 | 16 | 27 | 246:263 | 94  |
| 4.                  | Washington Capitals   | 82 | 32 | 8  | 11 | 31 | 220:257 | 91  |
| 5.                  | Pittsburgh Penguins   | 82 | 32 | 6  | 12 | 32 | 255:251 | 88  |
| 6.                  | Philadelphia Flyers   | 82 | 30 | 8  | 11 | 33 | 235:261 | 87  |
| 7.                  | New Jersey Devils     | 82 | 33 | 5  | 5  | 39 | 264:283 | 81  |
| 8.                  | Columbus Blue Jackets | 82 | 21 | 6  | 12 | 43 | 237:300 | 66  |

#### Západní konference
| Centrální divize |                     |    |    |    |    |    |         |     |
| Poz.             | Tým                 | Z  | V  | VP | PP | P  | SCO     | B   |
| 1.               | Dallas Stars        | 82 | 40 | 12 | 9  | 21 | 298:234 | 113 |
| 2.               | Winnipeg Jets       | 82 | 46 | 6  | 6  | 24 | 259:199 | 110 |
| 3.               | Colorado Avalanche  | 82 | 42 | 8  | 7  | 25 | 304:254 | 107 |
| 4.               | Nashville Predators | 82 | 38 | 9  | 5  | 30 | 269:248 | 99  |
| 5.               | St. Louis Blues     | 82 | 31 | 12 | 6  | 33 | 239:250 | 92  |
| 6.               | Minnesota Wild      | 82 | 32 | 7  | 10 | 33 | 251:263 | 87  |
| 7.               | Arizona Coyotes     | 82 | 28 | 8  | 5  | 41 | 256:274 | 77  |
| 8.               | Chicago Blackhawks  | 82 | 17 | 6  | 6  | 53 | 179:290 | 52  |

| Pacifická divize |                      |    |    |    |    |    |         |     |
| Poz.             | Tým                  | Z  | V  | VP | PP | P  | SCO     | B   |
| 1.               | Vancouver Canucks    | 82 | 44 | 6  | 9  | 23 | 279:223 | 109 |
| 2.               | Edmonton Oilers      | 82 | 39 | 10 | 6  | 27 | 294:237 | 104 |
| 3.               | Los Angeles Kings    | 82 | 37 | 7  | 11 | 27 | 256:215 | 99  |
| 4.               | Vegas Golden Knights | 82 | 34 | 11 | 8  | 29 | 267:245 | 98  |
| 5.               | Calgary Flames       | 82 | 32 | 6  | 5  | 39 | 253:271 | 81  |
| 6.               | Seattle Kraken       | 82 | 28 | 6  | 13 | 35 | 217:236 | 81  |
| 7.               | Anaheim Ducks        | 82 | 21 | 6  | 5  | 50 | 204:295 | 59  |
| 8.               | San Jose Sharks      | 82 | 14 | 5  | 9  | 54 | 181:331 | 47  |

## Hráčské statistiky základní části

### Kanadské bodování
Toto je konečné pořadí hráčů podle dosažených bodů. Za jeden vstřelený gól nebo přihrávku na gól hráč získal jeden bod.
| Poř. | Hráč             | Tým                 | Z  | G  | A   | B   | TM | +/- |
| ---- | ---------------- | ------------------- | -- | -- | --- | --- | -- | --- |
| 1.   | Nikita Kučerov   | Tampa Bay Lightning | 81 | 44 | 100 | 144 | 22 | +8  |
| 2.   | Nathan MacKinnon | Colorado Avalanche  | 82 | 51 | 89  | 140 | 42 | +35 |
| 3.   | Connor McDavid   | Edmonton Oilers     | 76 | 32 | 100 | 132 | 30 | +35 |
| 4.   | Artěmij Panarin  | New York Rangers    | 82 | 49 | 71  | 120 | 24 | +18 |
| 5.   | David Pastrňák   | Boston Bruins       | 82 | 47 | 63  | 110 | 47 | +21 |
| 6.   | Auston Matthews  | Toronto Maple Leafs | 81 | 69 | 38  | 107 | 20 | +31 |
| 7.   | Leon Draisaitl   | Edmonton Oilers     | 81 | 41 | 65  | 106 | 76 | +26 |
| 8.   | Mikko Rantanen   | Colorado Avalanche  | 80 | 42 | 62  | 104 | 50 | +19 |
| 9.   | J. T. Miller     | Vancouver Canucks   | 81 | 37 | 66  | 103 | 58 | +32 |
| 10.  | William Nylander | Toronto Maple Leafs | 82 | 40 | 58  | 98  | 24 | +1  |

### Hodnocení brankářů
Toto je konečné pořadí nejlepších deseti brankářů seřazených podle průměru obdržených branek na zápas. Odchytaných minimálně 1920 minut.
| Poř. | Hráč                 | Tým                 | Z. | MIN     | OG  | PZ   | PS   | POG  | Úsp% |
| ---- | -------------------- | ------------------- | -- | ------- | --- | ---- | ---- | ---- | ---- |
| 1.   | Pjotr Kočetkov       | Carolina Hurricanes | 42 | 2371:29 | 92  | 939  | 1031 | 2.33 | 91.1 |
| 2.   | Sergej Bobrovskij    | Florida Panthers    | 58 | 3414:14 | 135 | 1449 | 1584 | 2.37 | 91.5 |
| 3.   | Connor Hellebuyck    | Winnipeg Jets       | 60 | 3567:20 | 142 | 1656 | 1798 | 2.39 | 92.1 |
| 4.   | Thatcher Demko       | Vancouver Canucks   | 51 | 3015:53 | 123 | 1369 | 1492 | 2.45 | 91.8 |
| 5.   | Joey Daccord         | Seattle Kraken      | 50 | 2832:47 | 116 | 1258 | 1374 | 2.46 | 91.6 |
| 6.   | Cam Talbot           | Los Angeles Kings   | 54 | 3116:07 | 130 | 1361 | 1490 | 2.5  | 91.3 |
| 7.   | Jeremy Swayman       | Boston Bruins       | 44 | 2565:51 | 108 | 1179 | 1287 | 2.53 | 91.6 |
| 8.   | Ukko-Pekka Luukkonen | Buffalo Sabres      | 54 | 3081:14 | 132 | 1338 | 1470 | 2.57 | 91.0 |
| 9.   | Linus Ullmark        | Boston Bruins       | 40 | 2400:08 | 103 | 1105 | 1207 | 2.57 | 91.5 |
| 10.  | Igor Šesťorkin       | New York Rangers    | 55 | 3277:06 | 141 | 1466 | 1606 | 2.58 | 91.3 |

## Play-off

### Pavouk
Všechny série play-off se hrají na čtyři vítězná utkání.
|  | Čtvrtfinále konference | Čtvrtfinále konference | Čtvrtfinále konference |   |            | Semifinále konference | Semifinále konference | Semifinále konference |  |    | Finále konference | Finále konference | Finále konference |  |    | Finále Stanley Cupu | Finále Stanley Cupu | Finále Stanley Cupu |
|  |                        |                        |                        |   |            |                       |                       |                       |  |    |                   |                   |                   |  |    |                     |                     |                     |
|  | A1                     | Florida                | 4                      |   |            |                       |                       |                       |  |    |                   |                   |                   |  |    |                     |                     |                     |
|  | WC                     | Tampa Bay              | 1                      |   |            |                       |                       |                       |  |    |                   |                   |                   |  |    |                     |                     |                     |
|  | WC                     | Tampa Bay              | 1                      |   | A1         | Florida               | 4                     |                       |  |    |                   |                   |                   |  |    |                     |                     |                     |
|  |                        |                        |                        |   | A1         | Florida               | 4                     |                       |  |    |                   |                   |                   |  |    |                     |                     |                     |
|  |                        | A2                     | Boston                 | 2 |            |                       |                       |                       |  |    |                   |                   |                   |  |    |                     |                     |                     |
|  | A2                     | A2                     | Boston                 | 2 | Boston     | 4                     |                       |                       |  |    |                   |                   |                   |  |    |                     |                     |                     |
|  | A2                     |                        |                        |   | Boston     | 4                     |                       |                       |  |    |                   |                   |                   |  |    |                     |                     |                     |
|  | A3                     | Toronto                | 3                      |   |            |                       |                       |                       |  |    |                   |                   |                   |  |    |                     |                     |                     |
|  | A3                     | Toronto                | 3                      |   |            |                       |                       |                       |  | A1 | Florida           | 4                 |                   |  |    |                     |                     |                     |
|  | Východní konference    |                        |                        |   |            |                       |                       |                       |  | A1 | Florida           | 4                 |                   |  |    |                     |                     |                     |
|  |                        | M1                     | NY Rangers             | 2 |            |                       |                       |                       |  |    |                   |                   |                   |  |    |                     |                     |                     |
|  | M1                     | M1                     | NY Rangers             | 2 | NY Rangers | 4                     |                       |                       |  |    |                   |                   |                   |  |    |                     |                     |                     |
|  | M1                     |                        |                        |   | NY Rangers | 4                     |                       |                       |  |    |                   |                   |                   |  |    |                     |                     |                     |
|  | WC                     | Washington             | 0                      |   |            |                       |                       |                       |  |    |                   |                   |                   |  |    |                     |                     |                     |
|  | WC                     | Washington             | 0                      |   | M1         | NY Rangers            | 4                     |                       |  |    |                   |                   |                   |  |    |                     |                     |                     |
|  |                        |                        |                        |   | M1         | NY Rangers            | 4                     |                       |  |    |                   |                   |                   |  |    |                     |                     |                     |
|  |                        | M2                     | Carolina               | 2 |            |                       |                       |                       |  |    |                   |                   |                   |  |    |                     |                     |                     |
|  | M2                     | M2                     | Carolina               | 2 | Carolina   | 4                     |                       |                       |  |    |                   |                   |                   |  |    |                     |                     |                     |
|  | M2                     |                        |                        |   | Carolina   | 4                     |                       |                       |  |    |                   |                   |                   |  |    |                     |                     |                     |
|  | M3                     | NY Islanders           | 1                      |   |            |                       |                       |                       |  |    |                   |                   |                   |  |    |                     |                     |                     |
|  | M3                     | NY Islanders           | 1                      |   |            |                       |                       |                       |  |    |                   |                   |                   |  | A1 | Florida             | 4                   |                     |
|  |                        |                        |                        |   |            |                       |                       |                       |  |    |                   |                   |                   |  | A1 | Florida             | 4                   |                     |
|  |                        | P2                     | Edmonton               | 3 |            |                       |                       |                       |  |    |                   |                   |                   |  |    |                     |                     |                     |
|  | C1                     | P2                     | Edmonton               | 3 | Dallas     | 4                     |                       |                       |  |    |                   |                   |                   |  |    |                     |                     |                     |
|  | C1                     |                        |                        |   | Dallas     | 4                     |                       |                       |  |    |                   |                   |                   |  |    |                     |                     |                     |
|  | WC                     | Vegas                  | 3                      |   |            |                       |                       |                       |  |    |                   |                   |                   |  |    |                     |                     |                     |
|  | WC                     | Vegas                  | 3                      |   | C1         | Dallas                | 4                     |                       |  |    |                   |                   |                   |  |    |                     |                     |                     |
|  |                        |                        |                        |   | C1         | Dallas                | 4                     |                       |  |    |                   |                   |                   |  |    |                     |                     |                     |
|  |                        | C3                     | Colorado               | 2 |            |                       |                       |                       |  |    |                   |                   |                   |  |    |                     |                     |                     |
|  | C2                     | C3                     | Colorado               | 2 | Winnipeg   | 1                     |                       |                       |  |    |                   |                   |                   |  |    |                     |                     |                     |
|  | C2                     |                        |                        |   | Winnipeg   | 1                     |                       |                       |  |    |                   |                   |                   |  |    |                     |                     |                     |
|  | C3                     | Colorado               | 4                      |   |            |                       |                       |                       |  |    |                   |                   |                   |  |    |                     |                     |                     |
|  | C3                     | Colorado               | 4                      |   |            |                       |                       |                       |  | C1 | Dallas            | 2                 |                   |  |    |                     |                     |                     |
|  | Západní konference     |                        |                        |   |            |                       |                       |                       |  | C1 | Dallas            | 2                 |                   |  |    |                     |                     |                     |
|  |                        | P2                     | Edmonton               | 4 |            |                       |                       |                       |  |    |                   |                   |                   |  |    |                     |                     |                     |
|  | P1                     | P2                     | Edmonton               | 4 | Vancouver  | 4                     |                       |                       |  |    |                   |                   |                   |  |    |                     |                     |                     |
|  | P1                     |                        |                        |   | Vancouver  | 4                     |                       |                       |  |    |                   |                   |                   |  |    |                     |                     |                     |
|  | WC                     | Nashville              | 2                      |   |            |                       |                       |                       |  |    |                   |                   |                   |  |    |                     |                     |                     |
|  | WC                     | Nashville              | 2                      |   | P1         | Vancouver             | 3                     |                       |  |    |                   |                   |                   |  |    |                     |                     |                     |
|  |                        |                        |                        |   | P1         | Vancouver             | 3                     |                       |  |    |                   |                   |                   |  |    |                     |                     |                     |
|  |                        | P2                     | Edmonton               | 4 |            |                       |                       |                       |  |    |                   |                   |                   |  |    |                     |                     |                     |
|  | P2                     | P2                     | Edmonton               | 4 | Edmonton   | 4                     |                       |                       |  |    |                   |                   |                   |  |    |                     |                     |                     |
|  | P2                     |                        |                        |   | Edmonton   | 4                     |                       |                       |  |    |                   |                   |                   |  |    |                     |                     |                     |
|  | P3                     | Los Angeles            | 1                      |   |            |                       |                       |                       |  |    |                   |                   |                   |  |    |                     |                     |                     |

- A1, A2, A3 - týmy z Atlantické divize
- M1, M2, M3 - týmy z Metropolitní divize
- C1, C2, C3 - týmy z Centrální divize
- P1, P2, P3 - týmy z Pacifické divize
- WC - týmy na divokou kartu

### Čtvrtfinále Východní konference
Všechny časy zápasů jsou uvedeny ve středoevropském letním čase (UTC+2).

#### Florida Panthers (A1) – Tampa Bay Lightning (WC)
| 21. dubna 2024 18:30 | Florida Panthers | 3 : 2 (1:0, 0:0, 2:1) | Tampa Bay Lightning | Amerant Bank Arena, Sunrise Návštěvnost: 19 356 (vyprodáno) |  |

| Report | |                     |                                                                 |  |
| Sergej Bobrovskij                                                                                                | Sergej Bobrovskij                                                                                                | Brankáři            | Andrej Vasilevskij                                              |  |
| Reinhart (Forsling, Barkov) 06:17' Verhaeghe (Barkov, Tkachuk) 40:58' Tkachuk (Ekblad, do prázdné branky) 57:55' | Reinhart (Forsling, Barkov) 06:17' Verhaeghe (Barkov, Tkachuk) 40:58' Tkachuk (Ekblad, do prázdné branky) 57:55' | 1:0 1:1 2:1 3:1 3:2 | 16:04' Hagel (Cirelli, Stamkos) 59:50' Stamkos (Kučerov, Point) |  |
| 4 min | 4 min | Tresty              | 6 min                                                           |  |
| 27 | 27 | Střely              | 19                                                              |  |

| 24. dubna 2024 01:30 | Florida Panthers | 3 : 2 PP (2:0, 0:2, 0:0 – 1:0) | Tampa Bay Lightning | Amerant Bank Arena, Sunrise Návštěvnost: 19 484 (vyprodáno) |  |

| Report                                                                                                   | |                     |                                                                 |  |
| Sergej Bobrovskij                                                                                        | Sergej Bobrovskij                                                                                        | Brankáři            | Andrej Vasilevskij                                              |  |
| Bennett (Tkachuk, Verhaeghe) 06:16' Tarasenko (Bennett, Ekman-Larsson) 15:12' Verhaeghe (Lundell) 62:59' | Bennett (Tkachuk, Verhaeghe) 06:16' Tarasenko (Bennett, Ekman-Larsson) 15:12' Verhaeghe (Lundell) 62:59' | 1:0 2:0 2:1 2:2 3:2 | 20:48' Point (Duclair, Hedman) 25:46' Stamkos (Hedman, Kučerov) |  |
| 12 min                                                                                                   | 12 min                                                                                                   | Tresty              | 8 min                                                           |  |
| 37 | 37 | Střely              | 23                                                              |  |

| 26. dubna 2024 01:00 | Tampa Bay Lightning | 3 : 5 (0:1, 2:2, 1:2) | Florida Panthers | Amalie Arena, Tampa Návštěvnost: 19 092 (vyprodáno) |  |

| Report                                                                                |                                                                                       |                                 | |  |
| Andrej Vasilevskij                                                                    | Andrej Vasilevskij                                                                    | Brankáři                        | Sergej Bobrovskij |  |
| Stamkos (Hedman, Kučerov) 20:44' Motte (Jeannot) 22:56' Paul (Duclair, Černák) 54:50' | Stamkos (Hedman, Kučerov) 20:44' Motte (Jeannot) 22:56' Paul (Duclair, Černák) 54:50' | 0:1 1:1 2:1 2:2 2:3 2:4 3:4 3:5 | 10:39' Tkachuk (Lundell, Verhaeghe) 29:58' Reinhart (Tarasenko, Montour) 36:30' Montour (Lorentz, Okposo) 49:41' Lorentz (Cousins, Forsling) 59:28' Tkachuk (Verhaeghe, Forsling, do prázdné branky) |  |
| 2 min                                                                                 | 2 min                                                                                 | Tresty                          | 10 min |  |
| 29                                                                                    | 29                                                                                    | Střely                          | 30 |  |

| 27. dubna 2024 23:00 | Tampa Bay Lightning | 6 : 3 (3:0, 1:3, 2:0) | Florida Panthers | Amalie Arena, Tampa Návštěvnost: 17 255 |  |

| Report | |                                     | |  |
| Andrej Vasilevskij | Andrej Vasilevskij | Brankáři                            | Sergej Bobrovskij |  |
| Stamkos (Point, Hagel) 08:54' Hagel (Hedman) 12:09' Point (Kučerov, Hedman) 15:07' Hagel (Sergačjov, Cirelli) 29:40' Stamkos (Kučerov, Point) 49:34' Paul (Kučerov, Hedman) 56:22' | Stamkos (Point, Hagel) 08:54' Hagel (Hedman) 12:09' Point (Kučerov, Hedman) 15:07' Hagel (Sergačjov, Cirelli) 29:40' Stamkos (Kučerov, Point) 49:34' Paul (Kučerov, Hedman) 56:22' | 1:0 2:0 3:0 3:1 4:1 4:2 4:3 5:3 6:3 | 24:17' Verhaeghe (Tkachuk, Lundell) 31:10' Reinhart (Montour, Tkachuk) 34:33' Ekman-Larsson (Rodrigues, Luostarinen) |  |
| 8 min | 8 min | Tresty                              | 12 min |  |
| 32 | 32 | Střely                              | 25 |  |

| 30. dubna 2024 01:00 | Florida Panthers | 6 : 1 (0:0, 2:1, 4:0) | Tampa Bay Lightning | Amerant Bank Arena, Sunrise Návštěvnost: 19 750 (vyprodáno) |  |

| Report | |                             |                                |  |
| Sergej Bobrovskij | Sergej Bobrovskij | Brankáři                    | Andrej Vasilevskij             |  |
| Verhaeghe (Barkov, Mikkola) 20:45' Barkov (Ekblad, Forsling) 32:38' Barkov (Tkachuk, Verhaeghe) 51:06' Rodrigues (Stenlund, Tarasenko) 54:16' Verhaerghe (Tkachuk, do prázdné branky) 56:03' Mikkola (Lundell, Luostarinen, do prázdné branky) 58:50' | Verhaeghe (Barkov, Mikkola) 20:45' Barkov (Ekblad, Forsling) 32:38' Barkov (Tkachuk, Verhaeghe) 51:06' Rodrigues (Stenlund, Tarasenko) 54:16' Verhaerghe (Tkachuk, do prázdné branky) 56:03' Mikkola (Lundell, Luostarinen, do prázdné branky) 58:50' | 1:0 2:0 2:1 3:1 4:1 5:1 6:1 | 33:37' Hedman (Kučerov, Hagel) |  |
| 8 min | 8 min | Tresty                      | 10 min                         |  |
| 37 | 37 | Střely                      | 32                             |  |

Konečný stav série 4:1 na zápasy pro Florida Panthers.

#### Boston Bruins (A2) – Toronto Maple Leafs (A3)
| 21. dubna 2024 02:00 | Boston Bruins | 5 : 1 (1:0, 3:0, 1:1) | Toronto Maple Leafs | TD Garden, Boston Návštěvnost: 17 850 (vyprodáno) |  |

| Report | |                         |                              |  |
| Jeremy Swayman | Jeremy Swayman | Brankáři                | Ilja Samsonov                |  |
| Beecher (Boqvist, Maroon) 02:26' Carlo (DeBrusk, Lindholm) 25:47' DeBrusk (McAvoy, Marchand) 35:02' DeBrusk (Marchand, McAvoy) 37:34' Frederic (Pastrňák, do prázdné branky) 57:52' | Beecher (Boqvist, Maroon) 02:26' Carlo (DeBrusk, Lindholm) 25:47' DeBrusk (McAvoy, Marchand) 35:02' DeBrusk (Marchand, McAvoy) 37:34' Frederic (Pastrňák, do prázdné branky) 57:52' | 1:0 2:0 3:0 4:0 4:1 5:1 | 41:39' Kämpf (Dewar, Reaves) |  |
| 8 min | 8 min | Tresty                  | 12 min                       |  |
| 24 | 24 | Střely                  | 36                           |  |

| 23. dubna 2024 01:00 | Boston Bruins | 2 : 3 (2:1, 0:1, 0:1) | Toronto Maple Leafs | TD Garden, Boston Návštěvnost: 17 850 (vyprodáno) |  |

| Report                                                            |                                                                   |                     |                                                                                              |  |
| Linus Ullmark                                                     | Linus Ullmark                                                     | Brankáři            | Ilja Samsonov                                                                                |  |
| Geekie (Marchand, DeBrusk) 10:18' Pastrňák (Zacha, McAvoy) 19:52' | Geekie (Marchand, DeBrusk) 10:18' Pastrňák (Zacha, McAvoy) 19:52' | 1:0 1:1 2:1 2:2 2:3 | 10:32' Domi (Matthews) 38:26' Tavares (Matthews, Bertuzzi) 52:06' Matthews (Domi, Ljubuškin) |  |
| 10 min                                                            | 10 min                                                            | Tresty              | 8 min                                                                                        |  |
| 29                                                                | 29                                                                | Střely              | 33                                                                                           |  |

| 25. dubna 2024 01:00 | Toronto Maple Leafs | 2 : 4 (0:0, 1:1, 1:3) | Boston Bruins | Scotiabank Arena, Toronto Návštěvnost: 19 423 (vyprodáno) |  |

| Report                                                          |                                                                 |                         | |  |
| Ilja Samsonov                                                   | Ilja Samsonov                                                   | Brankáři                | Jeremy Swayman |  |
| Knies (Marner, Edmundson) 33:10' Bertuzzi (Rielly, Domi) 51:25' | Knies (Marner, Edmundson) 33:10' Bertuzzi (Rielly, Domi) 51:25' | 1:0 1:1 1:2 2:2 2:3 2:4 | 37:37' Frederic (Geekie, Lindholm) 41:07' DeBrusk (Marchand, Coyle) 51:53' Marchand (Heinen) 59:24' Marchand (Pastrňák, do prázdné branky) |  |
| 6 min                                                           | 6 min                                                           | Tresty                  | 10 min |  |
| 30                                                              | 30                                                              | Střely                  | 33 |  |

| 28. dubna 2024 02:00 | Toronto Maple Leafs | 1 : 3 (0:1, 0:2, 1:0) | Boston Bruins | Scotiabank Arena, Toronto Návštěvnost: 19 256 (vyprodáno) |  |

| Report                                    |                                           |                 |                                                                                                |  |
| Ilja Samsonov (od 40. minuty Joseph Woll) | Ilja Samsonov (od 40. minuty Joseph Woll) | Brankáři        | Jeremy Swayman                                                                                 |  |
| Marner (Ljubuškin, Bertuzzi) 45:43'       | Marner (Ljubuškin, Bertuzzi) 45:43'       | 0:1 0:2 0:3 1:3 | 15:09' van Riemsdyk (Lohrei) 28:20' Marchand (McAvoy, Coyle) 39:18' Pastrňák (Marchand, Zacha) |  |
| 8 min                                     | 8 min                                     | Tresty          | 8 min                                                                                          |  |
| 26                                        | 26                                        | Střely          | 22                                                                                             |  |

| 1. května 2024 01:00 | Boston Bruins | 1 : 2 PP (1:1, 0:0, 0:0 – 0:1) | Toronto Maple Leafs | TD Garden, Boston Návštěvnost: 17 850 (vyprodáno) |  |

| Report                   |                          |             |                                                                |  |
| Jeremy Swayman           | Jeremy Swayman           | Brankáři    | Joseph Woll                                                    |  |
| Frederic (Maroon) 13:54' | Frederic (Maroon) 13:54' | 0:1 1:1 1:2 | 05:33' McCabe (Marner, Domi) 62:26' Knies (Tavares, Ljubuškin) |  |
| 10 min                   | 10 min                   | Tresty      | 6 min                                                          |  |
| 28                       | 28                       | Střely      | 33                                                             |  |

| 3. května 2024 02:00 | Toronto Maple Leafs | 2 : 1 (0:0, 1:0, 1:1) | Boston Bruins | Scotiabank Arena, Toronto Návštěvnost: 19 471 (vyprodáno) |  |

| Report                                                              |                                                                     |             |                                           |  |
| Joseph Woll                                                         | Joseph Woll                                                         | Brankáři    | Jeremy Swayman                            |  |
| Nylander (Liljegren, Rielly) 39:05' Nylander (Knies, Rielly) 57:47' | Nylander (Liljegren, Rielly) 39:05' Nylander (Knies, Rielly) 57:47' | 1:0 2:0 2:1 | 59:59' Geekie (Shattenkirk, van Riemsdyk) |  |
| 2 min                                                               | 2 min                                                               | Tresty      | 6 min                                     |  |
| 26                                                                  | 26                                                                  | Střely      | 23                                        |  |

| 4. května 2024 02:00 | Boston Bruins | 2 : 1 PP (0:0, 0:0, 1:1 – 1:0) | Toronto Maple Leafs | TD Garden, Boston Návštěvnost: 17 850 (vyprodáno) |  |

| Report                                                                    |                                                                           |             |                                      |  |
| Jeremy Swayman                                                            | Jeremy Swayman                                                            | Brankáři    | Ilja Samsonov                        |  |
| Lindholm (van Riemsdyk, Brazeau) 50:22' Pastrňák (Lindholm, Carlo) 61:54' | Lindholm (van Riemsdyk, Brazeau) 50:22' Pastrňák (Lindholm, Carlo) 61:54' | 0:1 1:1 2:1 | 49:01' Nylander (Matthews, Bertuzzi) |  |
| 2 min                                                                     | 2 min                                                                     | Tresty      | 4 min                                |  |
| 31                                                                        | 31                                                                        | Střely      | 31                                   |  |

Konečný stav série 4:3 na zápasy pro Boston Bruins.

#### New York Rangers (M1) – Washington Capitals (WC)
| 21. dubna 2024 21:00 | New York Rangers | 4 : 1 (0:0, 3:1, 1:0) | Washington Capitals | Madison Square Garden, New York Návštěvnost: 18 006 (vyprodáno) |  |

| Report | |                     |                                   |  |
| Igor Šesťorkin | Igor Šesťorkin | Brankáři            | Charlie Lindgren                  |  |
| Rempe (Vesey, Goodrow) 24:17' Panarin (Trocheck, Lafrenière) 24:50' Vesey (Goodrow) 26:23' Kreider (Zibanejad, Roslovic) 56:17' | Rempe (Vesey, Goodrow) 24:17' Panarin (Trocheck, Lafrenière) 24:50' Vesey (Goodrow) 26:23' Kreider (Zibanejad, Roslovic) 56:17' | 1:0 2:0 3:0 3:1 4:1 | 27:31' Fehérváry (Wilson, Protas) |  |
| 20 min | 20 min | Tresty              | 26 min                            |  |
| 31 | 31 | Střely              | 21                                |  |

| 24. dubna 2024 01:00 | New York Rangers | 4 : 3 (2:1, 2:1, 0:1) | Washington Capitals | Madison Square Garden, New York Návštěvnost: 18 006 (vyprodáno) |  |

| Report | |                             |                                                                                       |  |
| Igor Šesťorkin | Igor Šesťorkin | Brankáři                    | Charlie Lindgren                                                                      |  |
| Trocheck (Gustafsson) 07:56' Zibanejad (Trocheck, Lafrenière) 14:28' Roslovic (Gustafsson, Lafrenière) 32:26' Miller (Zibanejad, Kreider) 36:52' | Trocheck (Gustafsson) 07:56' Zibanejad (Trocheck, Lafrenière) 14:28' Roslovic (Gustafsson, Lafrenière) 32:26' Miller (Zibanejad, Kreider) 36:52' | 0:1 1:1 2:1 2:2 3:2 4:2 4:3 | 05:09' McMichael 24:14' Strome (Wilson, Pacioretty) 51:45' Wilson (Lapierre, Carlson) |  |
| 10 min | 10 min | Tresty                      | 12 min                                                                                |  |
| 27 | 27 | Střely                      | 25                                                                                    |  |

| 27. dubna 2024 01:00 | Washington Capitals | 1 : 3 (1:2, 0:1, 0:0) | New York Rangers | Capital One Arena, Washington, D.C. Návštěvnost: 18 573 (vyprodáno) |  |

| Report                            |                                   |                 | |  |
| Charlie Lindgren                  | Charlie Lindgren                  | Brankáři        | Igor Šesťorkin                                                                                          |  |
| Carlson (Oshie, Fehérváry) 05:34' | Carlson (Oshie, Fehérváry) 05:34' | 1:0 1:1 1:2 1:3 | 06:08' Kreider (Zibanejad, Roslovic) 08:08' Goodrow (Trocheck, Trouba) 35:22' Trocheck (Zibanejad, Fox) |  |
| 10 min                            | 10 min                            | Tresty          | 14 min                                                                                                  |  |
| 29                                | 29                                | Střely          | 22 |  |

| 29. dubna 2024 02:00 | Washington Capitals | 2 : 4 (1:2, 1:0, 0:2) | New York Rangers | Capital One Arena, Washington, D.C. Návštěvnost: 18 573 (vyprodáno) |  |

| Report                                                       |                                                              |                         | |  |
| Charlie Lindgren                                             | Charlie Lindgren                                             | Brankáři                | Igor Šesťjorkin |  |
| Fehérváry (Protas, Strome) 14:54' Lapierre (Alexejev) 27:48' | Fehérváry (Protas, Strome) 14:54' Lapierre (Alexejev) 27:48' | 0:1 1:1 1:2 2:2 2:3 2:4 | 00:57' Kakko 19:44' Trocheck (Zibanejad, Panarin) 43:21' Panarin (Zibanejad, Fox) 59:09' Roslovic (Lafrenière, Trouba) |  |
| 8 min                                                        | 8 min                                                        | Tresty                  | 4 min |  |
| 24                                                           | 24                                                           | Střely                  | 22 |  |

Konečný stav série 4:0 na zápasy pro New York Rangers.

#### Carolina Hurricanes (M2) – New York Islanders (M3)
| 20. dubna 2024 23:00 | Carolina Hurricanes | 3 : 1 (1:1, 0:0, 2:0) | New York Islanders | PNC Arena, Raleigh Návštěvnost: 18 825 (vyprodáno) |  |

| Report | |                 |                               |  |
| Frederik Andersen                                                                                             | Frederik Andersen                                                                                             | Brankáři        | Semjon Varlamov               |  |
| Kuzněcov (Nečas, Skjei) 01:35' Noesen (Skjei, Kuzněcov) 43:44' Nečas (Pesce, Drury, do prázdné branky) 58:28' | Kuzněcov (Nečas, Skjei) 01:35' Noesen (Skjei, Kuzněcov) 43:44' Nečas (Pesce, Drury, do prázdné branky) 58:28' | 1:0 1:1 2:1 3:1 | 08:20' MacLean (Lee, Romanov) |  |
| 4 min | 4 min | Tresty          | 6 min                         |  |
| 26 | 26 | Střely          | 35                            |  |

| 23. dubna 2024 01:30 | Carolina Hurricanes | 5 : 3 (0:2, 1:1, 4:0) | New York Islanders | PNC Arena, Raleigh Návštěvnost: 18 905 (vyprodáno) |  |

| Report | |                                 |                                                                                               |  |
| Frederik Andersen | Frederik Andersen | Brankáři                        | Semjon Varlamov                                                                               |  |
| Teräväinen (Guentzel, Jarvis) 33:01' Jarvis (Staal, Skjei) 50:43' Aho (Svečnikov, Jarvis) 57:45' Martinook (Drury) 57:54' Guentzel (Aho, Svečnikov, do prázdné branky) 59:04' | Teräväinen (Guentzel, Jarvis) 33:01' Jarvis (Staal, Skjei) 50:43' Aho (Svečnikov, Jarvis) 57:45' Martinook (Drury) 57:54' Guentzel (Aho, Svečnikov, do prázdné branky) 59:04' | 0:1 0:2 0:3 1:3 2:3 3:3 4:3 5:3 | 16:22' Palmieri (Reilly, Nelson) 19:45' Horvat (Barzal, Cizikas) 23:54' Lee (Pageau, Engvall) |  |
| 33 min | 33 min | Tresty                          | 41 min                                                                                        |  |
| 38 | 38 | Střely                          | 12                                                                                            |  |

| 26. dubna 2024 01:30 | New York Islanders | 2 : 3 (0:2, 2:1, 0:0) | Carolina Hurricanes | UBS Arena, Elmont Návštěvnost: 17 255 (vyprodáno) |  |

| Report                                                        |                                                               |                     | |  |
| Ilja Sorokin (od 28. minuty Semjon Varlamov)                  | Ilja Sorokin (od 28. minuty Semjon Varlamov)                  | Brankáři            | Frederik Andersen                                                                                     |  |
| Engvall (Lee, Pelech) 22:48' Nelson (Palmieri, Pulock) 37:39' | Engvall (Lee, Pelech) 22:48' Nelson (Palmieri, Pulock) 37:39' | 0:1 0:2 1:2 1:3 2:3 | 04:46' Burns (Nečas, Teräväinen) 10:25' Orlov (Svečnikov, Guentzel) 27:14' Aho (Svečnikov, Chatfield) |  |
| 4 min                                                         | 4 min                                                         | Tresty              | 4 min                                                                                                 |  |
| 31                                                            | 31                                                            | Střely              | 22 |  |

| 27. dubna 2024 20:00 | New York Islanders | 3 : 2 PP2 (0:1, 1:0, 1:1 – 0:0, 1:0) | Carolina Hurricanes | UBS Arena, Elmont Návštěvnost: 17 255 (vyprodáno) |  |

| Report                                                                                      |                                                                                             |                     |                                                            |  |
| Semjon Varlamov                                                                             | Semjon Varlamov                                                                             | Brankáři            | Frederik Andersen                                          |  |
| Barzal (Pelech, Horvat) 30:10' Pageau (Dobson, Lee) 41:38' Barzal (Bortuzzo, Horvat) 81:24' | Barzal (Pelech, Horvat) 30:10' Pageau (Dobson, Lee) 41:38' Barzal (Bortuzzo, Horvat) 81:24' | 0:1 1:1 2:1 2:2 3:2 | 08:00' Jarvis (Guentzel) 41:38' Noesen (Teräväinen, Nečas) |  |
| 12 min                                                                                      | 12 min                                                                                      | Tresty              | 8 min                                                      |  |
| 35                                                                                          | 35                                                                                          | Střely              | 44                                                         |  |

| 1. května 2024 01:30 | Carolina Hurricanes | 6 : 3 (3:1, 0:2, 3:0) | New York Islanders | PNC Arena, Raleigh Návštěvnost: 18 874 (vyprodáno) |  |

| Report | |                                     |                                                                                                 |  |
| Frederik Andersen | Frederik Andersen | Brankáři                            | Semjon Varlamov                                                                                 |  |
| Teräväinen (Jarvis, Slavin) 01:23' Svečnikov (Jarvis, Burns) 03:13' Kuzněcov (TS) 13:22' Drury (Skjei, Nečas) 44:36' Noesen (Skjei, Kuzněcov) 44:44' Jarvis (do prázdné branky) 58:21' | Teräväinen (Jarvis, Slavin) 01:23' Svečnikov (Jarvis, Burns) 03:13' Kuzněcov (TS) 13:22' Drury (Skjei, Nečas) 44:36' Noesen (Skjei, Kuzněcov) 44:44' Jarvis (do prázdné branky) 58:21' | 1:0 2:0 2:1 3:1 3:2 3:3 4:3 5:3 6:3 | 03:54' Reilly (Barzal, Nelson) 23:47' Nelson (Palmieri, Pulock) 39:38' Cizikas (Barzal, Pulock) |  |
| 8 min | 8 min | Tresty                              | 2 min                                                                                           |  |
| 37 | 37 | Střely                              | 25                                                                                              |  |

Konečný stav série 4:1 na zápasy pro Carolina Hurricanes.

### Čtvrtfinále Západní konference

#### Dallas Stars (C1) – Vegas Golden Knights (WC)
| 23. dubna 2024 03:30 | Dallas Stars | 3 : 4 (2:3, 0:1, 1:0) | Vegas Golden Knights | American Airlines Center, Dallas Návštěvnost: 18 532 (vyprodáno) |  |

| Report                                                                                      |                                                                                             |                             | |  |
| Jake Oettinger                                                                              | Jake Oettinger                                                                              | Brankáři                    | Logan Thompson                                                                                              |  |
| Benn (Johnston) 16:07' Robertson (Stankoven) 18:29' Marchment (Heiskanen, Oettinger) 51:46' | Benn (Johnston) 16:07' Robertson (Stankoven) 18:29' Marchment (Heiskanen, Oettinger) 51:46' | 0:1 0:2 1:2 1:3 2:3 2:4 3:4 | 01:23' Stone (Hanifin, Eichel) 08:27' Marchessault (Barbašov) 17:51' Hertl (Hanifin) 21:06' McNabb (Eichel) |  |
| 4 min                                                                                       | 4 min                                                                                       | Tresty                      | 4 min |  |
| 30                                                                                          | 30                                                                                          | Střely                      | 15 |  |

| 25. dubna 2024 03:30 | Dallas Stars | 1 : 3 (1:1, 0:1, 0:1) | Vegas Golden Knights | American Airlines Center, Dallas Návštěvnost: 18 532 (vyprodáno) |  |

| Report                             |                                    |                 | |  |
| Jake Oettinger                     | Jake Oettinger                     | Brankáři        | Logan Thompson                                                                                        |  |
| Robertson (Heiskanen, Benn) 16:47' | Robertson (Heiskanen, Benn) 16:47' | 1:0 1:1 1:2 1:3 | 18:09' Marchessault (Eichel, Barbašov) 38:53' Hanifin 59:26' Eichel (Marchessault, do prázdné branky) |  |
| 6 min                              | 6 min                              | Tresty          | 6 min                                                                                                 |  |
| 21                                 | 21                                 | Střely          | 25 |  |

| 28. dubna 2024 04:30 | Vegas Golden Knights | 2 : 3 PP (0:1, 2:1, 0:0 – 0:1) | Dallas Stars | T-Mobile Arena, Paradise Návštěvnost: 18 536 (vyprodáno) |  |

| Report                                            |                                                   |                     | |  |
| Logan Thompson                                    | Logan Thompson                                    | Brankáři            | Jake Oettinger                                                                                               |  |
| McNabb (Stephenson) 30:40' Eichel (McNabb) 33:50' | McNabb (Stephenson) 30:40' Eichel (McNabb) 33:50' | 0:1 0:2 1:2 2:2 2:3 | 11:11' Johnston (Robertson, Heiskanen) 25:25' Heiskanen (Seguin, Dadonov) 76:23' Johnston (Robertson, Suter) |  |
| 6 min                                             | 6 min                                             | Tresty              | 4 min |  |
| 34                                                | 34                                                | Střely              | 46 |  |

| 30. dubna 2024 03:30 | Vegas Golden Knights | 2 : 4 (1:1, 1:2, 0:1) | Dallas Stars | T-Mobile Arena, Paradise Návštěvnost: 18 333 (vyprodáno) |  |

| Report                                                                |                                                                       |                         | |  |
| Logan Thompson                                                        | Logan Thompson                                                        | Brankáři                | Jake Oettinger |  |
| Amadio (McNabb, Howden) 14:25' Eichel (Marchessault, Barbašov) 23:09' | Amadio (McNabb, Howden) 14:25' Eichel (Marchessault, Barbašov) 23:09' | 1:0 1:1 2:1 2:2 2:3 2:4 | 17:52' Dadonov (Suter) 29:45' Johnston (Duchene, Seguin) 38:34' Dellandrea (Smith, Steel) 58:38' Hintz (do prázdné branky) |  |
| 6 min                                                                 | 6 min                                                                 | Tresty                  | 4 min |  |
| 34                                                                    | 34                                                                    | Střely                  | 31 |  |

| 2. května 2024 01:30 | Dallas Stars | 3 : 2 (2:2, 1:0, 0:0) | Vegas Golden Knights | American Airlines Center, Dallas Návštěvnost: 18 532 (vyprodáno) |  |

| Report | |                     |                                                                  |  |
| Jake Oettinger                                                                                            | Jake Oettinger                                                                                            | Brankáři            | Adin Hill                                                        |  |
| Dadonov (Stankoven, Johnston) 05:02' Duchene (Johnston, Seguin) 08:04' Robertson (Heiskanen, Benn) 36:32' | Dadonov (Stankoven, Johnston) 05:02' Duchene (Johnston, Seguin) 08:04' Robertson (Heiskanen, Benn) 36:32' | 0:1 1:1 2:1 2:2 3:2 | 04:00' Stone (Hanifin, Eichel) 12:31' Carrier (Barbašov, McNabb) |  |
| 6 min | 6 min | Tresty              | 8 min                                                            |  |
| 25 | 25 | Střely              | 27                                                               |  |

| 4. května 2024 04:00 | Vegas Golden Knights | 2:0 (0:0, 0:0, 2:0) | Dallas Stars | T-Mobile Arena, Paradise Návštěvnost: 18 432 (vyprodáno) |  |

| Report                                                                 |                                                                        |          |                |  |
| Adin Hill                                                              | Adin Hill                                                              | Brankáři | Jake Oettinger |  |
| Hanifin 49:54' Stone (Karlsson, Pietrangelo, do prázdné branky) 59:41' | Hanifin 49:54' Stone (Karlsson, Pietrangelo, do prázdné branky) 59:41' | 1:0 2:0  |                |  |
| 2 min                                                                  | 2 min                                                                  | Tresty   | 4 min          |  |
| 29                                                                     | 29                                                                     | Střely   | 23             |  |

| 6. května 2024 01:30 | Dallas Stars | 2 : 1 (1:0, 0:1, 1:0) | Vegas Golden Knights | American Airlines Center, Dallas Návštěvnost: 19 046 (vyprodáno) |  |

| Report                                       |                                              |             |                                  |  |
| Jake Oettinger                               | Jake Oettinger                               | Brankáři    | Adin Hill                        |  |
| Johnston 14:34' Faksa (Smith, Harley) 40:44' | Johnston 14:34' Faksa (Smith, Harley) 40:44' | 1:0 1:1 2:1 | 35:25' Howden (Amadio, Karlsson) |  |
| 2 min                                        | 2 min                                        | Tresty      | 2 min                            |  |
| 24                                           | 24                                           | Střely      | 22                               |  |

Konečný stav série 4:3 na zápasy pro Dallas Stars.

#### Winnipeg Jets (C2) – Colorado Avalanche (C3)
| 22. dubna 2024 01:00 | Winnipeg Jets | 7 : 6 (3:3, 1:0, 3:3) | Colorado Avalanche | Canada Life Center, Winnipeg Návštěvnost: 15 225 |  |

| Report | |                                                     | |  |
| Connor Hellebuyck | Connor Hellebuyck | Brankáři                                            | Alexandar Georgijev |  |
| Morrissey (Connor, Dillon) 08:02' Naměstnikov (Iafallo) 11:57' Scheifele (Vilardi) 15:53' Lowry (Dillon, Niederreiter) 28:57' Lowry (Appleton, Niederreiter) 43:31' Connor (Morrissey, Scheifele) 45:51' Connor (Vilardi, Scheifele) 48:54' | Morrissey (Connor, Dillon) 08:02' Naměstnikov (Iafallo) 11:57' Scheifele (Vilardi) 15:53' Lowry (Dillon, Niederreiter) 28:57' Lowry (Appleton, Niederreiter) 43:31' Connor (Morrissey, Scheifele) 45:51' Connor (Vilardi, Scheifele) 48:54' | 0:1 1:1 2:1 2:2 2:3 3:3 4:3 5:3 6:3 6:4 7:4 7:5 7:6 | 06:10' Ničuškin (Manson) 14:47' Wood (Kiviranta, Colton) 15:05' MacKinnon (Rantanen, Makar) 46:29' Lehkonen (Makar, MacKinnon) 52:24' Makar 59:30' Mittelstadt (Lehkonen, Rantanen) |  |
| 6 min | 6 min | Tresty                                              | 6 min |  |
| 23 | 23 | Střely                                              | 45 |  |

| 24. dubna 2024 03:30 | Winnipeg Jets | 2 : 5 (1:0, 1:4, 0:1) | Colorado Avalanche | Canada Life Center, Winnipeg Návštěvnost: 15 225 |  |

| Report                                                               |                                                                      |                             | |  |
| Connor Hellebuyck                                                    | Connor Hellebuyck                                                    | Brankáři                    | Alexander Georgijev |  |
| Gustafsson (Dillon, Pionk) 03:15' Scheifele (Vilardi, Connor) 28:37' | Gustafsson (Dillon, Pionk) 03:15' Scheifele (Vilardi, Connor) 28:37' | 1:0 1:1 2:1 2:2 2:3 2:4 2:5 | 21:59' Wood (Colton) 34:16' Lehkonen (Makar, Toews) 37:20' Parise (Cogliano) 39:53' Manson (MacKinnon, Lehkonen) 59:02' Ničuškin (do prázdné branky) |  |
| 10 min                                                               | 10 min                                                               | Tresty                      | 10 min |  |
| 30                                                                   | 30                                                                   | Střely                      | 31 |  |

| 27. dubna 2024 04:00 | Colorado Avalanche | 6 : 2 (1:0, 0:2, 5:0) | Winnipeg Jets | Ball Arena, Denver Návštěvnost: 18 124 (vyprodáno) |  |

| Report | |                                 |                                                                       |  |
| Alexander Georgijev | Alexander Georgijev | Brankáři                        | Connor Hellebuyck                                                     |  |
| Parise (Manson, Mittelstadt) 11:18' MacKinnon (Rantanen, Makar) 42:11' Ničuškin (Rantanen, MacKinnon) 44:39' Lehkonen (Mittelstadt, Toews) 48:11' Colton (Mittelstadt, Girard) 52:35' Toews (Cogliano, do prázdné branky) 56:25' | Parise (Manson, Mittelstadt) 11:18' MacKinnon (Rantanen, Makar) 42:11' Ničuškin (Rantanen, MacKinnon) 44:39' Lehkonen (Mittelstadt, Toews) 48:11' Colton (Mittelstadt, Girard) 52:35' Toews (Cogliano, do prázdné branky) 56:25' | 1:0 1:1 1:2 2:2 3:2 4:2 5:2 6:2 | 25:03' Toffoli (DeMelo, Ehlers) 30:50' Morrissey (Scheifele, Monahan) |  |
| 15 min | 15 min | Tresty                          | 23 min                                                                |  |
| 39 | 39 | Střely                          | 24                                                                    |  |

| 28. dubna 2024 20:30 | Colorado Avalanche | 5 : 1 (1:1, 3:0, 1:0) | Winnipeg Jets | Ball Arena, Denver Návštěvnost: 18 129 (vyprodáno) |  |

| Report | |                         |                                                    |  |
| Alexander Georgijev | Alexander Georgijev | Brankáři                | Connor Hellebuyck (od 41. minuty Laurent Brossoit) |  |
| Lehkonen (Mittelstadt) 08:10' Ničuškin (Makar, MacKinnon) 31:36' Makar 35:03' Ničuškin (Lehkonen, MacKinnon) 39:36' Ničuškin (do prázdné branky) 59:47' | Lehkonen (Mittelstadt) 08:10' Ničuškin (Makar, MacKinnon) 31:36' Makar 35:03' Ničuškin (Lehkonen, MacKinnon) 39:36' Ničuškin (do prázdné branky) 59:47' | 1:0 1:1 2:1 3:1 4:1 5:1 | 13:56' Schmidt (Appleton, Stanley)                 |  |
| 8 min | 8 min | Tresty                  | 8 min                                              |  |
| 34 | 34 | Střely                  | 26                                                 |  |

| 1. května 2024 03:30 | Winnipeg Jets | 3 : 6 (1:1, 1:2, 1:3) | Colorado Avalanche | Canada Life Center, Winnipeg Návštěvnost: 15 225 |  |

| Report                                                                              |                                                                                     |                                     | |  |
| Connor Hellebuyck                                                                   | Connor Hellebuyck                                                                   | Brankáři                            | Alexander Georgijev |  |
| Connor 01:15' Morrissey (Scheifele, Vilardi) 26:48' Toffoli (Ehlers, Miller) 42:06' | Connor 01:15' Morrissey (Scheifele, Vilardi) 26:48' Toffoli (Ehlers, Miller) 42:06' | 1:0 1:1 1:2 2:2 2:3 3:3 3:4 3:5 3:6 | 03:18' Ničuškin (Toews, Rantenen) 25:42' Trenin (Manson, Cogliano) 33:45' Lehkonnen 44:11' Rantanen (Toews, MacKinnon) 48:01' Rantanen (MacKinnon, Makar) 59:58' Manson (Mittelstadt, do prázdné branky) |  |
| 2 min                                                                               | 2 min                                                                               | Tresty                              | 4 min |  |
| 36                                                                                  | 36                                                                                  | Střely                              | 31 |  |

Konečný stav série 4:1 na zápasy pro Colorado Avalanche.

#### Vancouver Canucks (P1) – Nashville Predators (WC)
| 22. dubna 2024 04:00 | Vancouver Canucks | 4 : 2 (0:1, 1:1, 3:0) | Nashville Predators | Rogers Arena, Vancouver Návštěvnost: 18 967 (vyprodáno) |  |

| Report | |                         |                                                                     |  |
| Thatcher Demko | Thatcher Demko | Brankáři                | Juuse Saros                                                         |  |
| Lindholm (Joshua, Zadorov) 20:47' Hughes (Boeser, Hronek) 48:59' Joshua (Garland) 49:11' Joshua (Blugers, Miller, do prázdné branky) 58:32' | Lindholm (Joshua, Zadorov) 20:47' Hughes (Boeser, Hronek) 48:59' Joshua (Garland) 49:11' Joshua (Blugers, Miller, do prázdné branky) 58:32' | 0:1 1:1 1:2 2:2 3:2 4:2 | 16:15' Zucker (Josi, Jankowski) 30:46' O'Reilly (Nyquist, Forsberg) |  |
| 8 min | 8 min | Tresty                  | 4 min                                                               |  |
| 20 | 20 | Střely                  | 22                                                                  |  |

| 24. dubna 2024 04:00 | Vancouver Canucks | 1 : 4 (0:1, 1:2, 0:1) | Nashville Predators | Rogers Arena, Vancouver Návštěvnost: 18 960 (vyprodáno) |  |

| Report                             |                                    |                     | |  |
| Casey DeSmith                      | Casey DeSmith                      | Brankáři            | Juuse Saros |  |
| Zadorov (Cole, Di Giuseppe) 35:33' | Zadorov (Cole, Di Giuseppe) 35:33' | 0:1 0:2 0:3 1:3 1:4 | 01:14' Beauvillier (Forsberg) 26:29' Forsberg (Nyquist) 28:04' Sissons (Beauvillier, Zucker) 58:07' Sherwood (do prázdné branky) |  |
| 8 min                              | 8 min                              | Tresty              | 8 min |  |
| 18                                 | 18                                 | Střely              | 16 |  |

| 27. dubna 2024 01:30 | Nashville Predators | 1 : 2 (0:1, 0:1, 1:0) | Vancouver Canucks | Bridgestone Arena, Nashville Návštěvnost: 17 474 (vyprodáno) |  |

| Report                               |                                      |             |                                                                   |  |
| Juuse Saros                          | Juuse Saros                          | Brankáři    | Casey DeSmith                                                     |  |
| Evangelista (Zucker, Carrier) 56:48' | Evangelista (Zucker, Carrier) 56:48' | 0:1 0:2 1:2 | 13:23' Miller (Hughes, Pettersson) 24:33' Boeser (Miller, Hughes) |  |
| 10 min                               | 10 min                               | Tresty      | 14 min                                                            |  |
| 31                                   | 31                                   | Střely      | 12                                                                |  |

| 28. dubna 2024 23:00 | Nashville Predators | 3 : 4 PP (1:1, 1:0, 1:2 – 0:1) | Vancouver Canucks | Bridgestone Arena, Nashville Návštěvnost: 17 590 (vyprodáno) |  |

| Report                                                                                        |                                                                                               |                             | |  |
| Juuse Saros                                                                                   | Juuse Saros                                                                                   | Brankáři                    | Artūrs Šilovs |  |
| Jankowski (Lauzon, Carrier) 05:34' Nyquist (O'Reilly) 25:21' Forsberg (Josi, McDonagh) 40:12' | Jankowski (Lauzon, Carrier) 05:34' Nyquist (O'Reilly) 25:21' Forsberg (Josi, McDonagh) 40:12' | 0:1 1:1 2:1 3:1 3:2 3:3 3:4 | 02:55' Boeser (Miller, Soucy) 57:11' Boeser (Lindholm, Miller) 59:52' Boeser (Miller, Pettersson) 61:02' Lindholm (Garland, Joshua) |  |
| 6 min                                                                                         | 6 min                                                                                         | Tresty                      | 6 min |  |
| 30                                                                                            | 30                                                                                            | Střely                      | 20 |  |

| 1. května 2024 04:00 | Vancouver Canucks | 1 : 2 (0:0, 0:0, 1:2) | Nashville Predators | Rogers Arena, Vancouver Návštěvnost: 19 036 (vyprodáno) |  |

| Report                  |                         |             |                                                                   |  |
| Artūrs Šilovs           | Artūrs Šilovs           | Brankáři    | Juuse Saros                                                       |  |
| Zadorov (Hughes) 43:11' | Zadorov (Hughes) 43:11' | 1:0 1:1 1:2 | 47:15' Josi (Forsberg, Barrie) 52:46' Carrier (Nyquist, Forsberg) |  |
| 8 min                   | 8 min                   | Tresty      | 4 min                                                             |  |
| 20                      | 20                      | Střely      | 22                                                                |  |

| 3. května 2024 01:00 | Nashville Predators | 0 : 1 (0:0, 0:0, 0:1) | Vancouver Canucks | Bridgestone Arena, Nashville Návštěvnost: 17 682 (vyprodáno) |  |

| Report      |             |          |                                   |  |
| Juuse Saros | Juuse Saros | Brankáři | Artūrs Šilovs                     |  |
|             |             | 0:1      | 58:21' Suter (Boeser, Pettersson) |  |
| 2 min       | 2 min       | Tresty   | 8 min                             |  |
| 27          | 27          | Střely   | 29                                |  |

Konečný stav série 4:2 na zápasy pro Vancouver Canucks.

#### Edmonton Oilers (P2) – Los Angeles Kings (P3)
| 23. dubna 2024 04:00 | Edmonton Oilers | 7 : 4 (2:0, 2:2, 3:2) | Los Angeles Kings | Rogers Place, Edmonton Návštěvnost: 18 347 (vyprodáno) |  |

| Report | |                                             | |  |
| Stuart Skinner | Stuart Skinner | Brankáři                                    | Cam Talbot                                                                                                  |  |
| Hyman (McDavid, Bouchard) 06:52' Henrique (Hyman, Bouchard) 09:36' Hyman (McDavid, Henrique) 24:50' Nugent-Hopkins (Draisaitl, McDavid) 28:24' Draisaitl (McDavid, Bouchard) 41:08' Hyman (McDavid, Bouchard) 46:17' Foegele (do prázdné branky) 59:34' | Hyman (McDavid, Bouchard) 06:52' Henrique (Hyman, Bouchard) 09:36' Hyman (McDavid, Henrique) 24:50' Nugent-Hopkins (Draisaitl, McDavid) 28:24' Draisaitl (McDavid, Bouchard) 41:08' Hyman (McDavid, Bouchard) 46:17' Foegele (do prázdné branky) 59:34' | 1:0 2:0 3:0 4:0 4:1 4:2 5:2 6:2 6:3 6:4 7:4 | 30:56' Anderson (Doughty, Arvidsson) 37:56' Kempe (Byfield) 56:56' Dubois (Kempe) 58:49' Moore (Laferriere) |  |
| 4 min | 4 min | Tresty                                      | 8 min |  |
| 44 | 44 | Střely                                      | 37 |  |

| 25. dubna 2024 04:00 | Edmonton Oilers | 4 : 5 PP (1:3, 2:0, 1:1 – 0:1) | Los Angeles Kings | Rogers Place, Edmonton Návštěvnost: 18 347 (vyprodáno) |  |

| Report | |                                     | |  |
| Stuart Skinner | Stuart Skinner | Brankáři                            | Cam Talbot |  |
| Kulak (Draisaitl, Foegele) 17:33' Holloway (Carrick, Janmark) 27:51' Hyman (Draisaitl, McDavid) 30:33' Holloway (Janmark) 43:23' | Kulak (Draisaitl, Foegele) 17:33' Holloway (Carrick, Janmark) 27:51' Hyman (Draisaitl, McDavid) 30:33' Holloway (Janmark) 43:23' | 0:1 0:2 1:2 1:3 2:3 3:3 3:4 4:4 4:5 | 03:19' Kempe (Kopitar) 14:57' Kempe (Kopitar) 18:02' Doughty (Arvidsson, Danault) 41:46' Fiala (Spence, Byfield) 62:07' Kopitar (Byfield, Anderson) |  |
| 6 min | 6 min | Tresty                              | 6 min |  |
| 31 | 31 | Střely                              | 26 |  |

| 27. dubna 2024 04:30 | Los Angeles Kings | 1 : 6 (0:3, 1:1, 0:2) | Edmonton Oilers | Crypto.com Arena, Los Angeles Návštěvnost: 18 145 |  |

| Report                             |                                    |                             | |  |
| Cam Talbot                         | Cam Talbot                         | Brankáři                    | Stuart Skinner |  |
| Doughty (Byfield, Anderson) 25:32' | Doughty (Byfield, Anderson) 25:32' | 0:1 0:2 0:3 1:3 1:4 1:5 1:6 | 06:42' Hyman (Ekholm) 15:36' Draisaitl (Kane, Nurse) 18:34' McDavid (Bouchard, Draisaitl) 27:39' Kane (Ceci, Nugent-Hopkins) 46:37' Hyman (McDavid, Nugent-Hopkins) 52:38' Draisaitl (McDavid, Nugent-Hopkins) |  |
| 47 min                             | 47 min                             | Tresty                      | 55 min |  |
| 28                                 | 28                                 | Střely                      | 40 |  |

| 29. dubna 2024 04:30 | Los Angeles Kings | 0 : 1 (0:0, 0:1, 0:0) | Edmonton Oilers | Crypto.com Arena, Los Angeles Návštěvnost: 18 145 |  |

| Report        |               |          |                                      |  |
| David Rittich | David Rittich | Brankáři | Stuart Skinner                       |  |
|               |               | 0:1      | 31:49' Bouchard (Draisaitl, McDavid) |  |
| 2 min         | 2 min         | Tresty   | 2 min                                |  |
| 33            | 33            | Střely   | 13                                   |  |

| 2. května 2024 04:00 | Edmonton Oilers | 4 : 3 (1:1, 3:1, 0:1) | Los Angeles Kings | Rogers Place, Edmonton Návštěvnost: 18 347 (vyprodáno) |  |

| Report | |                             |                                                                                                 |  |
| Stuart Skinner | Stuart Skinner | Brankáři                    | David Rittich                                                                                   |  |
| Kane (Kulak, Nugent-Hopkins) 10:17' Draisaitl (McDavid, Bouchard) 27:44' Draisaitl (McDavid, Bouchard) 32:21' Hyman (Nugent-Hopkins, Bouchard) 39:07' | Kane (Kulak, Nugent-Hopkins) 10:17' Draisaitl (McDavid, Bouchard) 27:44' Draisaitl (McDavid, Bouchard) 32:21' Hyman (Nugent-Hopkins, Bouchard) 39:07' | 1:0 1:1 1:2 2:2 3:2 4:2 4:3 | 19:32' Laferriere (Gavrikov, Roy) 23:08' Lizotte (Arvidsson, Englund) 57:42' Kempe (Roy, Fiala) |  |
| 4 min | 4 min | Tresty                      | 12 min                                                                                          |  |
| 26 | 26 | Střely                      | 21                                                                                              |  |

Konečný stav série 4:1 na zápasy pro Edmonton Oilers.

### Semifinále Východní konference
Všechny časy zápasů jsou uvedeny ve středoevropském letním čase (UTC+2).

#### Florida Panthers (A1) – Boston Bruins (A2)
| 7. května 2024 02:00 | Florida Panthers | 1 : 5 (0:0, 1:3, 0:2) | Boston Bruins | Amerant Bank Arena, Sunrise Návštěvnost: 19 275 (vyprodáno) |  |

| Report                  |                         |                         | |  |
| Sergej Bobrovskij       | Sergej Bobrovskij       | Brankáři                | Jeremy Swayman |  |
| Tkachuk (Barkov) 31:45' | Tkachuk (Barkov) 31:45' | 1:0 1:1 1:2 1:3 1:4 1:5 | 32:52' Geekie (Zacha, Pastrňák) 36:17' Lohrei (Wotherspoon, Zacha) 39:39' Carlo (Coyle, Frederic) 47:13' Brazeau (van Riemsdyk, Lohrei) 56:38' DeBrusk (Marchand, do prázdné branky) |  |
| 4 min                   | 4 min                   | Tresty                  | 8 min |  |
| 39                      | 39                      | Střely                  | 28 |  |

| 9. května 2024 01:30 | Florida Panthers | 6 : 1 (0:1, 3:0, 3:0) | Boston Bruins | Amerant Bank Arena, Sunrise Návštěvnost: 19 789 (vyprodáno) |  |

| Report | |                             |                                              |  |
| Sergej Bobrovskij | Sergej Bobrovskij | Brankáři                    | Jeremy Swayman (od 42. minuty Linus Ullmark) |  |
| Lorentz (Montour) 21:56' Barkov (Reinhart, Ekblad) 29:49' Forsling (Lundell, Montour) 39:58' Luostarinen (Barkov, Reinhart) 41:28' Barkov (Reinhart) 50:52' Montour (Barkov, Reinhart) 51:58' | Lorentz (Montour) 21:56' Barkov (Reinhart, Ekblad) 29:49' Forsling (Lundell, Montour) 39:58' Luostarinen (Barkov, Reinhart) 41:28' Barkov (Reinhart) 50:52' Montour (Barkov, Reinhart) 51:58' | 0:1 1:1 2:1 3:1 4:1 5:1 6:1 | 12:12' Coyle (Zacha, Marchand)               |  |
| 71 min | 71 min | Tresty                      | 77 min                                       |  |
| 33 | 33 | Střely                      | 16                                           |  |

| 11. května 2024 01:00 | Boston Bruins | 2 : 6 (0:1, 0:2, 2:3) | Florida Panthers | TD Garden, Boston Návštěvnost: 17 850 (vyprodáno) |  |

| Report                                                            |                                                                   |                                 | |  |
| Jeremy Swayman                                                    | Jeremy Swayman                                                    | Brankáři                        | Sergej Bobrovskij |  |
| Lauko (DeBrusk, Beecher) 45:01' DeBrusk (Lohrei, Pastrňák) 48:31' | Lauko (DeBrusk, Beecher) 45:01' DeBrusk (Lohrei, Pastrňák) 48:31' | 0:1 0:2 0:3 0:4 1:4 2:4 2:5 2:6 | 08:04' Rodrigues (Forsling) 36:14' Tarasenko (Bennett, Ekman-Larsson) 37:14' Verhaeghe (Tkachuk, Barkov) 43:09' Montour (Tkachuk, Barkov) 58:36' Reinhart (Tkachuk, Montour, do prázdné branky) 59:09' Rodrigues (Ekman-Larsson, Luostarinen) |  |
| 12 min                                                            | 12 min                                                            | Tresty                          | 4 min |  |
| 16                                                                | 16                                                                | Střely                          | 32 |  |

| 13. května 2024 00:30 | Boston Bruins | 2 : 3 (2:0, 0:1, 0:2) | Florida Panthers | TD Garden, Boston Návštěvnost: 17 850 (vyprodáno) |  |

| Report         |                |                     |                   |  |
| Jeremy Swayman | Jeremy Swayman | Brankáři            | Sergej Bobrovskij |  |
|                |                | 1:0 2:0 2:1 2:2 2:3 |                   |  |
| 12 min         | 12 min         | Tresty              | 8 min             |  |
| 18             | 18             | Střely              | 42                |  |

| 15. května 2024 01:00 | Florida Panthers | 1 : 2 (0:1, 1:1, 0:0) | Boston Bruins | Amerant Bank Arena, Sunrise Návštěvnost: 20 004 (vyprodáno) |  |

| Report            |                   |          |                |  |
| Sergej Bobrovskij | Sergej Bobrovskij | Brankáři | Jeremy Swayman |  |
| 8 min             | 8 min             | Tresty   | 10 min         |  |
| 29                | 29                | Střely   | 28             |  |

| 18. května 2024 01:00 | Boston Bruins | 1 : 2 (1:0, 0:1, 0:1) | Florida Panthers | TD Garden, Boston Návštěvnost: 17 850 (vyprodáno) |  |

| Report                              |                                     |             |                                                               |  |
| Jeremy Swayman                      | Jeremy Swayman                      | Brankáři    | Sergej Bobrovskij                                             |  |
| Zacha (DeBrusk, Wotherspoon) 19:07' | Zacha (DeBrusk, Wotherspoon) 19:07' | 1:0 1:1 1:2 | 32:44' Lundell (Verhaeghe) 58:27' Forsling (Lundell, Tkachuk) |  |
| 8 min                               | 8 min                               | Tresty      | 6 min                                                         |  |
| 23                                  | 23                                  | Střely      | 28                                                            |  |

Konečný stav série 4:2 na zápasy pro Florida Panthers.

#### New York Rangers (M1) – Carolina Hurricanes (M2)
| 5. května 2024 22:00 | New York Rangers | 4 : 3 (3:1, 0:0, 1:2) | Carolina Hurricanes | Madison Square Garden, New York Návštěvnost: 18 006 (vyprodáno) |  |

| Report | |                             |                                                                                          |  |
| Igor Šesťorkin | Igor Šesťorkin | Brankáři                    | Frederik Andersen                                                                        |  |
| Zibanejad (Roslovic, Fox) 02:46' Zibanejad (Kreider, Trocheck) 10:05' Trocheck (Zibanejad, Kreider) 16:28' Panarin (Lafrenière) 48:21' | Zibanejad (Roslovic, Fox) 02:46' Zibanejad (Kreider, Trocheck) 10:05' Trocheck (Zibanejad, Kreider) 16:28' Panarin (Lafrenière) 48:21' | 1:0 1:1 2:1 3:1 3:2 4:2 4:3 | 03:48' Slavin (Aho, Guentzel) 42:48' Nečas (Martinook, Orlov) 58:15' Jarvis (Aho, Burns) |  |
| 12 min | 12 min | Tresty                      | 8 min                                                                                    |  |
| 23 | 23 | Střely                      | 25                                                                                       |  |

| 8. května 2024 01:00 | New York Rangers | 4 : 3 PP2 (1:2, 1:1, 1:0 – 0:0, 1:0) | Carolina Hurricanes | Madison Square Garden, New York Návštěvnost: 18 006 (vyprodáno) |  |

| Report | |                             |                                                                                            |  |
| Igor Šesťorkin | Igor Šesťorkin | Brankáři                    | Frederik Andersen                                                                          |  |
| Lafrenière (Miller, Wennberg) 10:53' Lafrenière (Fox, Panarin) 27:32' Kreider (Trocheck, Panarin) 46:07' Trocheck (Zibanejad, Panarin) 87:24' | Lafrenière (Miller, Wennberg) 10:53' Lafrenière (Fox, Panarin) 27:32' Kreider (Trocheck, Panarin) 46:07' Trocheck (Zibanejad, Panarin) 87:24' | 1:0 1:1 1:2 2:2 2:3 3:3 4:3 | 15:07' Guentzel (Aho, Svečnikov) 19:54' Orlov (Skjei, Aho) 38:18' Guentzel (Aho, DeAngelo) |  |
| 12 min | 12 min | Tresty                      | 16 min                                                                                     |  |
| 39 | 39 | Střely                      | 57                                                                                         |  |

| 10. května 2024 01:00 | Carolina Hurricanes | 2 : 3 PP (1:0, 0:1, 1:1 – 0:1) | New York Rangers | PNC Arena, Raleigh Návštěvnost: 18 959 (vyprodáno) |  |

| Report                                                           |                                                                  |                     |                                                                                            |  |
| Pjotr Kočetkov                                                   | Pjotr Kočetkov                                                   | Brankáři            | Igor Šesťorkin                                                                             |  |
| Guentzel (Orlov, Svečnikov) 10:14' Svečnikov (Aho, Skjei) 58:24' | Guentzel (Orlov, Svečnikov) 10:14' Svečnikov (Aho, Skjei) 58:24' | 1:0 1:1 1:2 2:2 2:3 | 28:30' Kreider (Zibanejad) 46:25' Lafrenière (Panarin, Trocheck) 61:43' Panarin (Trocheck) |  |
| 14 min                                                           | 14 min                                                           | Tresty              | 16 min                                                                                     |  |
| 47                                                               | 47                                                               | Střely              | 25                                                                                         |  |

| 12. května 2024 01:00 | Carolina Hurricanes | 4 : 3 (3:1, 0:1, 1:1) | New York Rangers | PNC Arena, Raleigh Návštěvnost: 19 074 (vyprodáno) |  |

| Report | |                             | |  |
| Frederik Andersen | Frederik Andersen | Brankáři                    | Igor Šesťorkin                                                                                            |  |
| Kuzněcov 01:51' Noesen (Teräväinen, DeAngelo) 06:33' Aho (Guentzel, Burns) 15:29' Skjei (Teräväinen, Svečnikov) 56:49' | Kuzněcov 01:51' Noesen (Teräväinen, DeAngelo) 06:33' Aho (Guentzel, Burns) 15:29' Skjei (Teräväinen, Svečnikov) 56:49' | 1:0 2:0 2:1 3:1 3:2 3:3 4:3 | 08:06' Cuylle (Kakko, Gustafsson) 32:43' Goodrow (Schneider, Vesey) 42:04' Lafrenière (Zibanejad, Trouba) |  |
| 4 min | 4 min | Tresty                      | 6 min |  |
| 31 | 31 | Střely                      | 25 |  |

| 14. května 2024 01:00 | New York Rangers | 1 : 4 (0:0, 1:0, 0:4) | Carolina Hurricanes | Madison Square Garden, New York Návštěvnost: 18 006 (vyprodáno) |  |

| Report         |                |          |                   |  |
| Igor Šesťorkin | Igor Šesťorkin | Brankáři | Frederik Andersen |  |
| 6 min          | 6 min          | Tresty   | 6 min             |  |
| 21             | 21             | Střely   | 27                |  |

| 18. května 2024 01:00 | Carolina Hurricanes | 3 : 5 (1:0, 2:1, 0:4) | New York Rangers | PNC Arena, Raleigh Návštěvnost: 19 124 (vyprodáno) |  |

| Report                                                                                        |                                                                                               |                                 | |  |
| Frederik Andersen                                                                             | Frederik Andersen                                                                             | Brankáři                        | Igor Šesťorkin |  |
| Nečas (Martinook, Orlov) 18:38' Jarvis (Aho, Svečnikov) 24:38' Aho (Svečnikov, Slavin) 29:23' | Nečas (Martinook, Orlov) 18:38' Jarvis (Aho, Svečnikov) 24:38' Aho (Svečnikov, Slavin) 29:23' | 1:0 2:0 2:1 3:1 3:2 3:3 3:4 3:5 | 25:29' Trocheck (Panarin) 46:43' Kreider (Zibanejad, Roslovic) 51:54' Kreider (Panarin, Trocheck) 55:41' Kreider (Lindgren, Roslovic) 59:11' Goodrow (Miller, do prázdné branky) |  |
| 4 min                                                                                         | 4 min                                                                                         | Tresty                          | 2 min |  |
| 36                                                                                            | 36                                                                                            | Střely                          | 23 |  |

Konečný stav série 4:2 na zápasy pro New York Rangers.

### Semifinále Západní konference
Všechny časy zápasů jsou uvedeny ve středoevropském letním čase (UTC+2).

#### Dallas Stars (C1) – Colorado Avalanche (C3)
| 8. května 2024 03:30 | Dallas Stars | 3 : 4 PP (3:0, 0:2, 0:1 – 0:1) | Colorado Avalanche | American Airlines Center, Dallas Návštěvnost: 18 532 (vyprodáno) |  |

| Report                                                                                     |                                                                                            |                             | |  |
| Jake Oettinger                                                                             | Jake Oettinger                                                                             | Brankáři                    | Alexander Georgijev |  |
| Suter (Duchene) 07:26' Johnston (Pavelski, Benn) 10:55' Benn (Robertson, Heiskanen) 16:56' | Suter (Duchene) 07:26' Johnston (Pavelski, Benn) 10:55' Benn (Robertson, Heiskanen) 16:56' | 1:0 2:0 3:0 3:1 3:2 3:3 3:4 | 25:31' Ničuškin (Makar, MacKinnon) 29:08' Makar (Ničuškin, Rantanen) 40:39' MacKinnon (Rantanen, Makar) 71:03' Wood (Cogliano, Girard) |  |
| 6 min                                                                                      | 6 min                                                                                      | Tresty                      | 10 min |  |
| 22                                                                                         | 22                                                                                         | Střely                      | 26 |  |

| 10. května 2024 03:30 | Dallas Stars | 5 : 3 (1:0, 3:0, 1:3) | Colorado Avalanche | American Airlines Center, Dallas Návštěvnost: 18 532 (vyprodáno) |  |

| Report | |                                 | |  |
| Jake Oettinger | Jake Oettinger | Brankáři                        | Alexander Georgijev                                                                                 |  |
| Heiskanen (Hintz, Robertson) 14:46' Hintz (Lundkvist, Marchment) 21:57' Heiskanen (Benn, Hintz) 35:54' Seguin (Harley) 38:06' Lindell (Hintz, Tanev, do prázdné branky) 59:39' | Heiskanen (Hintz, Robertson) 14:46' Hintz (Lundkvist, Marchment) 21:57' Heiskanen (Benn, Hintz) 35:54' Seguin (Harley) 38:06' Lindell (Hintz, Tanev, do prázdné branky) 59:39' | 1:0 2:0 3:0 4:0 4:1 4:2 4:3 5:3 | 44:06' Kiviranta (Manson, Colton) 48:00' Duhaime (Cogliano) 56:16' Ničuškin (Lehkonen, Mittelstadt) |  |
| 8 min | 8 min | Tresty                          | 12 min                                                                                              |  |
| 30 | 30 | Střely                          | 31                                                                                                  |  |

| 12. května 2024 04:00 | Colorado Avalanche | 1 : 4 (0:1, 1:1, 0:2) | Dallas Stars | Ball Arena, Denver Návštěvnost: 18 131 (vyprodáno) |  |

| Report                             |                                    |                     | |  |
| Alexander Georgijev                | Alexander Georgijev                | Brankáři            | Jake Oettinger |  |
| Rantanen (MacKinnon, Toews) 30:24' | Rantanen (MacKinnon, Toews) 30:24' | 0:1 1:1 1:2 1:3 1:4 | 18:39' Stankoven (Heiskanen) 35:13' Seguin (Dadonov, Steel) 58:23' Seguin (Duchene, do prázdné branky) 59:32' Stankoven (Robertson, Hintz, do prázdné branky) |  |
| 8 min                              | 8 min                              | Tresty              | 10 min |  |
| 29                                 | 29                                 | Střely              | 21 |  |

| 13. května 2024 22:00 | Colorado Avalanche | 1 : 5 (0:1, 1:2, 0:2) | Dallas Stars | Ball Arena, Denver Návštěvnost: 18 123 (vyprodáno) |  |

| Report              |                     |          |                |  |
| Alexander Georgijev | Alexander Georgijev | Brankáři | Jake Oettinger |  |
| 6 min               | 6 min               | Tresty   | 6 min          |  |
| 26                  | 26                  | Střely   | 33             |  |

| 16. května 2024 02:00 | Dallas Stars | 3 : 5 (1:1, 1:1, 1:3) | Colorado Avalanche | American Airlines Center, Dallas Návštěvnost: 18 532 (vyprodáno) |  |

| Report         |                |          |                     |  |
| Jake Oettinger | Jake Oettinger | Brankáři | Alexander Georgijev |  |
| 6 min          | 6 min          | Tresty   | 8 min               |  |
| 26             | 26             | Střely   | 27                  |  |

| 18. května 2024 04:00 | Colorado Avalanche | 1 : 2 PP2 (0:0, 1:0, 0:1 – 0:0, 0:1) | Dallas Stars | Ball Arena, Denver Návštěvnost: 18 126 (vyprodáno) |  |

| Report                          |                                 |             |                                                         |  |
| Jake Oettinger                  | Jake Oettinger                  | Brankáři    | Alexander Georgijev                                     |  |
| Rantanen (Drouin, Makar) 25:48' | Rantanen (Drouin, Makar) 25:48' | 1:0 1:1 1:2 | 41:56' Benn (Dadonov, Seguin) 91:42' Duchene (Pavelski) |  |
| 2 min                           | 2 min                           | Tresty      | 2 min                                                   |  |
| 30                              | 30                              | Střely      | 38                                                      |  |

Konečný stav série 4:2 na zápasy pro Dallas Stars.

#### Vancouver Canucks (P1) – Edmonton Oilers (P2)
| 9. května 2024 04:00 | Vancouver Canucks | 5 : 4 (0:2, 2:2, 3:0) | Edmonton Oilers | Rogers Arena, Vancouver Návštěvnost: 18 823 |  |

| Report | |                                     | |  |
| Artūrs Šilovs | Artūrs Šilovs | Brankáři                            | Stuart Skinner |  |
| Joshua (Cole, Lindholm) 20:53' Lindholm (Joshua, Soucy) 37:01' Miller (Boeser, Soucy) 49:38' Zadorov (Bļugers, Höglander) 53:47' Garland (Joshua, Zadorov) 54:26' | Joshua (Cole, Lindholm) 20:53' Lindholm (Joshua, Soucy) 37:01' Miller (Boeser, Soucy) 49:38' Zadorov (Bļugers, Höglander) 53:47' Garland (Joshua, Zadorov) 54:26' | 0:1 0:2 1:2 1:3 1:4 2:4 3:4 4:4 5:4 | 02:11' Hyman (Nugent-Hopkins, Draisaitl) 15:01' Ekholm (Draisaitl) 32:26' Ceci (Ryan, Nugent-Hopkins) 33:11' Hyman (Bouchard, McDavid) |  |
| 4 min | 4 min | Tresty                              | 8 min |  |
| 24 | 24 | Střely                              | 16 |  |

| 11. května 2024 04:00 | Vancouver Canucks | 3 : 4 PP (1:1, 2:1, 0:1 – 0:1) | Edmonton Oilers | Rogers Arena, Vancouver Návštěvnost: 18 985 (vyprodáno) |  |

| Report                                                                                    |                                                                                           |                             | |  |
| Artūrs Šilovs                                                                             | Artūrs Šilovs                                                                             | Brankáři                    | Stuart Skinner |  |
| Pettersson (Miller, Hughes) 04:14' Boeser (Soucy, Zadorov) 20:53' Zadorov (Miller) 38:17' | Pettersson (Miller, Hughes) 04:14' Boeser (Soucy, Zadorov) 20:53' Zadorov (Miller) 38:17' | 1:0 1:1 2:1 2:2 3:2 3:3 3:4 | 10:56' Draisaitl (McDavid, Nugent-Hopkins) 21:16' Ekholm (McDavid, Draisaitl) 45:27' McDavid (Hyman, Draisaitl) 65:38' Bouchard (Draisaitl, McDavid) |  |
| 10 min                                                                                    | 10 min                                                                                    | Tresty                      | 10 min |  |
| 19                                                                                        | 19                                                                                        | Střely                      | 31 |  |

| 13. května 2024 03:30 | Edmonton Oilers | 3 : 4 (1:3, 1:1, 1:0) | Vancouver Canucks | Rogers Place, Edmonton Návštěvnost: 18 347 (vyprodáno) |  |

| Report                                        |                                               |          |               |  |
| Stuart Skinner (od 41. minuty Calvin Pickard) | Stuart Skinner (od 41. minuty Calvin Pickard) | Brankáři | Artūrs Šilovs |  |
| 8 min                                         | 8 min                                         | Tresty   | 12 min        |  |
| 45                                            | 45                                            | Střely   | 18            |  |

| 14. května 2024 22:00 | Edmonton Oilers | 3 : 2 (1:0, 1:0, 1:2) | Vancouver Canucks | Rogers Place, Edmonton Návštěvnost: 18 347 (vyprodáno) |  |

| Report         |                |          |               |  |
| Calvin Pickard | Calvin Pickard | Brankáři | Artūrs Šilovs |  |
| 6 min          | 6 min          | Tresty   | 4 min         |  |
| 30             | 30             | Střely   | 21            |  |

| 17. května 2024 04:00 | Vancouver Canucks | 3 : 2 (1:2, 1:0, 1:0) | Edmonton Oilers | Rogers Arena, Vancouver Návštěvnost: 19 052 (vyprodáno) |  |

| Report        |               |          |                |  |
| Artūrs Šilovs | Artūrs Šilovs | Brankáři | Calvin Pickard |  |
| 12 min        | 12 min        | Tresty   | 10 min         |  |
| 35            | 35            | Střely   | 23             |  |

| 19. května 2024 02:00 | Edmonton Oilers | 5 : 1 (1:1, 2:0, 2:0) | Vancouver Canucks | Rogers Place, Edmonton Návštěvnost: 18 347 (vyprodáno) |  |

| Report         |                |          |               |  |
| Stuart Skinner | Stuart Skinner | Brankáři | Artūrs Šilovs |  |
| 30 min         | 30 min         | Tresty   | 28 min        |  |
| 27             | 27             | Střely   | 15            |  |

| 21. května 2024 03:00 | Vancouver Canucks | 2 : 3 (0:0, 0:3, 2:0) | Edmonton Oilers | Rogers Arena, Vancouver Návštěvnost: 19 016 (vyprodáno) |  |

| Report        |               |          |                |  |
| Artūrs Šilovs | Artūrs Šilovs | Brankáři | Stuart Skinner |  |
| 4 min         | 4 min         | Tresty   | 6 min          |  |
| 17            | 17            | Střely   | 29             |  |

Konečný stav série 4:3 na zápasy pro Edmonton Oilers.

### Finále Východní konference
Všechny časy zápasů jsou uvedeny ve středoevropském letním čase (UTC+2).

#### New York Rangers (M1) – Florida Panthers (A1)
| 23. května 2024 02:00 | New York Rangers | 0 : 3 (0:1, 0:0, 0:2) | Florida Panthers | Madison Square Garden, New York Návštěvnost: 18 006 (vyprodáno) |  |

| Report         |                |             |                                                                                                   |  |
| Igor Šesťorkin | Igor Šesťorkin | Brankáři    | Sergej Bobrovskij                                                                                 |  |
|                |                | 0:1 0:2 0:3 | 16:26' Tkachuk (Forsling, Verhaeghe) 56:12' Verhaeghe 58:41' Bennett (Tkachuk, do prázdné branky) |  |
| 6 min          | 6 min          | Tresty      | 4 min                                                                                             |  |
| 23             | 23             | Střely      | 26                                                                                                |  |

| 25. května 2024 02:00 | New York Rangers | 2 : 1 PP (1:1, 0:0, 0:0 – 1:0) | Florida Panthers | Madison Square Garden, New York Návštěvnost: 18 006 (vyprodáno) |  |

| Report                                                           |                                                                  |             |                                     |  |
| Igor Šesťorkin                                                   | Igor Šesťorkin                                                   | Brankáři    | Sergej Bobrovskij                   |  |
| Trocheck (Fox, Panarin) 04:12' Goodrow (Trocheck, Trouba) 74:01' | Trocheck (Fox, Panarin) 04:12' Goodrow (Trocheck, Trouba) 74:01' | 1:0 1:1 2:1 | 18:09' Verhaeghe (Bennett, Lundell) |  |
| 8 min                                                            | 8 min                                                            | Tresty      | 12 min                              |  |
| 30                                                               | 30                                                               | Střely      | 27                                  |  |

| 26. května 2024 21:00 | Florida Panthers | 4 : 5 PP (2:2, 0:2, 2:0 – 0:1) | New York Rangers | Amerant Bank Arena, Sunrise Návštěvnost: 19 780 (vyprodáno) |  |

| Report | |                                     | |  |
| Sergej Bobrovskij | Sergej Bobrovskij | Brankáři                            | Igor Šesťorkin |  |
| Reinhart (Barkov, Tkachuk) 02:50' Reinhart (Verhaeghe) 14:46' Barkov (Verhaeghe, Mikkola) 45:04' Forsling (Tkachuk, Rodrigues) 46:58' | Reinhart (Barkov, Tkachuk) 02:50' Reinhart (Verhaeghe) 14:46' Barkov (Verhaeghe, Mikkola) 45:04' Forsling (Tkachuk, Rodrigues) 46:58' | 1:0 1:1 1:2 2:2 2:3 2:4 3:4 4:4 4:5 | 02:50' Lafrenière (Trocheck, Trouba) 07:42' Goodrow (Schneider, Cuylle) 35:23' Lafrenière (Miller, Trouba) 38:14' Goodrow (Trocheck, Lindgren) 65:35' Wennberg (Lindgren, Kakko) |  |
| 4 min | 4 min | Tresty                              | 12 min |  |
| 38 | 38 | Střely                              | 23 |  |

| 29. května 2024 02:00 | Florida Panthers | 3 : 2 PP (0:1, 2:0, 0:1 – 1:0) | New York Rangers | Amerant Bank Arena, Sunrise Návštěvnost: 19 754 (vyprodáno) |  |

| Report | |                     |                                                                 |  |
| Sergej Bobrovskij                                                                                          | Sergej Bobrovskij                                                                                          | Brankáři            | Igor Šesťorkin                                                  |  |
| Bennett (Forsling, Bobrovskij) 28:45' Verhaeghe (Tkachuk, Barkov) 32:16' Reinhart (Barkov, Montour) 61:12' | Bennett (Forsling, Bobrovskij) 28:45' Verhaeghe (Tkachuk, Barkov) 32:16' Reinhart (Barkov, Montour) 61:12' | 0:1 1:1 2:1 2:2 3:2 | 08:51' Trocheck (Panarin, Fox) 43:28' Lafrenière (Fox, Panarin) |  |
| 6 min | 6 min | Tresty              | 8 min                                                           |  |
| 40 | 40 | Střely              | 23                                                              |  |

| 31. května 2024 02:00 | New York Rangers | 2 : 3 (0:0, 1:1, 1:2) | Florida Panthers | Madison Square Garden, New York Návštěvnost: 18 006 |  |

| Report         |                |          |                   |  |
| Igor Šesťorkin | Igor Šesťorkin | Brankáři | Sergej Bobrovskij |  |
| 8 min          | 8 min          | Tresty   | 8 min             |  |
| 27             | 27             | Střely   | 39                |  |

| 2. června 2024 02:00 | Florida Panthers | 2 : 1 (1:0, 0:0, 1:1 | New York Rangers | Amerant Bank Arena, Sunrise Návštěvnost: 19 865 (vyprodáno) |  |

| Report            |                   |          |                |  |
| Sergej Bobrovskij | Sergej Bobrovskij | Brankáři | Igor Šesťorkin |  |
| 2 min             | 2 min             | Tresty   | 2 min          |  |
| 34                | 34                | Střely   | 24             |  |

Konečný stav série 4:2 na zápasy pro Florida Panthers.

### Finále Západní konference
Všechny časy zápasů jsou uvedeny ve středoevropském letním čase (UTC+2).

#### Dallas Stars (C1) – Edmonton Oilers (P2)
| 24. května 2024 02:30 | Dallas Stars | 2 : 3 PP2 (0:0, 1:2, 1:0 – 0:0, 0:1) | Edmonton Oilers | American Airlines Center, Dallas Návštěvnost: 18 532 (vyprodáno) |  |

| Report                                                |                                                       |                     |                                                                                  |  |
| Jake Oettinger                                        | Jake Oettinger                                        | Brankáři            | Stuart Skinner                                                                   |  |
| Seguin (Seguin) 26:11' Seguin (Seguin, Seguin) 56:37' | Seguin (Seguin) 26:11' Seguin (Seguin, Seguin) 56:37' | 0:1 0:2 1:2 2:2 2:3 | 20:58' Draisaitl (Kulak, Hyman) 24:17' Hyman (McDavid) 80:32' McDavid (Bouchard) |  |
| 2 min                                                 | 2 min                                                 | Tresty              | 10 min                                                                           |  |
| 33                                                    | 33                                                    | Střely              | 38                                                                               |  |

| 26. května 2024 02:00 | Dallas Stars | 3 : 1 (1:1, 0:0, 2:0) | Edmonton Oilers | American Airlines Center, Dallas Návštěvnost: 18 532 (vyprodáno) |  |

| Report | |                 |                              |  |
| Jake Oettinger | Jake Oettinger | Brankáři        | Stuart Skinner               |  |
| Benn (Johnston, Heiskanen) 03:39' Marchment (Suter, Steel) 43:41' Lindell (Benn, Johnston, do prázdné branky) 57:57' | Benn (Johnston, Heiskanen) 03:39' Marchment (Suter, Steel) 43:41' Lindell (Benn, Johnston, do prázdné branky) 57:57' | 1:0 1:1 2:1 3:1 | 04:23' Brown (Ceci, Foegele) |  |
| 4 min | 4 min | Tresty          | 4 min                        |  |
| 24 | 24 | Střely          | 29                           |  |

| 28. května 2024 02:30 | Edmonton Oilers | 3 : 5 (2:0, 1:3, 0:2) | Dallas Stars | Rogers Place, Edmonton Návštěvnost: 18 347 (vyprodáno) |  |

| Report                                                                  |                                                                         |                                 | |  |
| Stuart Skinner                                                          | Stuart Skinner                                                          | Brankáři                        | Jake Oettinger |  |
| Hyman (McDavid, Bouchard) 02:02' McDavid 07:37' Henrique (Brown) 39:07' | Hyman (McDavid, Bouchard) 02:02' McDavid 07:37' Henrique (Brown) 39:07' | 1:0 2:0 2:1 2:2 2:3 3:3 3:4 3:5 | 25:35' Robertson (Hintz, Seguin) 28:05' Robertson (Hintz) 29:08' Johnston (Stankoven, Benn) 51:54' Robertson (Seguin, Lindell) 58:08' Heiskanen (Benn) |  |
| 4 min                                                                   | 4 min                                                                   | Tresty                          | 6 min |  |
| 30                                                                      | 30                                                                      | Střely                          | 21 |  |

| 30. května 2024 02:30 | Edmonton Oilers | 5 : 2 (2:2, 2:0, 1:0) | Dallas Stars | Rogers Place, Edmonton Návštěvnost: 18 347 (vyprodáno) |  |

| Report         |                |          |                |  |
| Stuart Skinner | Stuart Skinner | Brankáři | Jake Oettinger |  |
| 4 min          | 4 min          | Tresty   | 2 min          |  |
| 28             | 28             | Střely   | 22             |  |

| 1. června 2024 02:30 | Dallas Stars | 1 : 3 (0:1, 0:2, 1:0) | Edmonton Oilers | American Airlines Center, Dallas Návštěvnost: 18 532 (vyprodáno) |  |

| Report         |                |          |                |  |
| Jake Oettinger | Jake Oettinger | Brankáři | Stuart Skinner |  |
| 6 min          | 6 min          | Tresty   | 4 min          |  |
| 20             | 20             | Střely   | 26             |  |

| 3. června 2024 02:00 | Edmonton Oilers | 2 : 1 (2:0, 0:0, 0:1) | Dallas Stars | Rogers Place, Edmonton Návštěvnost: 18 347 (vyprodáno) |  |

| Report                                                                |                                                                       |             |                                  |  |
| Stuart Skinner                                                        | Stuart Skinner                                                        | Brankáři    | Jake Oettinger                   |  |
| McDavid (Draisaitl, Bouchard) 04:17' Hyman (McDavid, Bouchard) 15:42' | McDavid (Draisaitl, Bouchard) 04:17' Hyman (McDavid, Bouchard) 15:42' | 1:0 2:0 2:1 | 49:18' Marchment (Seguin, Tanev) |  |
| 6 min                                                                 | 6 min                                                                 | Tresty      | 4 min                            |  |
| 10                                                                    | 10                                                                    | Střely      | 35                               |  |

Konečný stav série 4:2 na zápasy pro Edmonton Oilers.

### Finále Stanley Cupu

#### Florida Panthers (A1) – Edmonton Oilers (P2)
| 9. června 2024 02:00 | Florida Panthers | 3 : 0 (1:0, 1:0, 1:0) | Edmonton Oilers | Amerant Bank Arena, Sunrise Návštěvnost: 19 543 (vyprodáno) |  |

| Report | |             |                |  |
| Sergej Bobrovskij | Sergej Bobrovskij | Brankáři    | Stuart Skinner |  |
| Verhaeghe (Barkov, Reinhart) 03:59' Rodrigues (Bennett, Montour) 22:16' Luostarinen (Barkov, do prázdné branky) 59:55' | Verhaeghe (Barkov, Reinhart) 03:59' Rodrigues (Bennett, Montour) 22:16' Luostarinen (Barkov, do prázdné branky) 59:55' | 1:0 2:0 3:0 |                |  |
| 10 min | 10 min | Tresty      | 8 min          |  |
| 17 | 17 | Střely      | 32             |  |

| 11. června 2024 02:00 | Florida Panthers | 4 : 1 (0:1, 1:0, 3:0) | Edmonton Oilers | Amerant Bank Arena, Sunrise Návštěvnost: 19 673 (vyprodáno) |  |

| Report | |                     |                                   |  |
| Sergej Bobrovskij | Sergej Bobrovskij | Brankáři            | Stuart Skinner                    |  |
| Mikkola (Lundell, Tarasenko) 29:34' Rodrigues 43:11' Rodrigues (Lundell, Ekman-Larsson) 52:26' Ekblad (Bennett, do prázdné branky) 57:32' | Mikkola (Lundell, Tarasenko) 29:34' Rodrigues 43:11' Rodrigues (Lundell, Ekman-Larsson) 52:26' Ekblad (Bennett, do prázdné branky) 57:32' | 0:1 1:1 2:1 3:1 4:1 | 11:17' Ekholm (McDavid, Bouchard) |  |
| 12 min | 12 min | Tresty              | 45 min                            |  |
| 27 | 27 | Střely              | 19                                |  |

| 14. června 2024 02:00 | Edmonton Oilers | 3 : 4 (0:1, 1:3, 2:0) | Florida Panthers | Rogers Place, Edmonton Návštěvnost: 18 347 (vyprodáno) |  |

| Report                                                                                   |                                                                                          |                             | |  |
| Stuart Skinner                                                                           | Stuart Skinner                                                                           | Brankáři                    | Sergej Bobrovskij |  |
| Foegele (Henrique) 21:49' Broberg (McDavid, Nurse) 46:02' McLeod (Kulak, McDavid) 54:43' | Foegele (Henrique) 21:49' Broberg (McDavid, Nurse) 46:02' McLeod (Kulak, McDavid) 54:43' | 0:1 1:1 1:2 1:3 1:4 2:4 3:4 | 18:58' Reinhart (Forsling, Barkov) 29:12' Tarasenko (Luostarinen, Lundell) 33:57' Bennett (Tkachuk) 35:31' Barkov (Rodrigues, Reinhart) |  |
| 6 min                                                                                    | 6 min                                                                                    | Tresty                      | 10 min |  |
| 35                                                                                       | 35                                                                                       | Střely                      | 23 |  |

| 16. června 2024 02:00 | Edmonton Oilers | 8 : 1 (3:1, 3:0, 2:0) | Florida Panthers | Rogers Place, Edmonton Návštěvnost: 18 347 (vyprodáno) |  |

| Report         |                |          |                                                   |  |
| Stuart Skinner | Stuart Skinner | Brankáři | Sergej Bobrovskij (od 25. minuty Anthony Stolarz) |  |
| 8 min          | 8 min          | Tresty   | 12 min                                            |  |
| 35             | 35             | Střely   | 33                                                |  |

| 19. června 2024 02:00 | Florida Panthers | 3 : 5 (0:1, 2:3, 1:1) | Edmonton Oilers | Amerant Bank Arena, Sunrise Návštěvnost: 19 956 (vyprodáno) |  |

| Report                                                                                        |                                                                                               |                                 | |  |
| Sergej Bobrovskij                                                                             | Sergej Bobrovskij                                                                             | Brankáři                        | Stuart Skinner |  |
| Tkachuk (Rodrigues) 26:53' Rodrigues (Montour, Bennett) 26:53' Ekman-Larsson (Tkachuk) 44:04' | Tkachuk (Rodrigues) 26:53' Rodrigues (Montour, Bennett) 26:53' Ekman-Larsson (Tkachuk) 44:04' | 0:1 0:2 0:3 1:3 1:4 2:4 3:4 3:5 | 05:30' Brown 21:58' Hyman (Bouchard, McDavid) 25:00' McDavid (Foegele, Bouchard) 31:54' Perry (McDavid, Bouchard) 59:41' McDavid (do prázdné branky) |  |
| 12 min                                                                                        | 12 min                                                                                        | Tresty                          | 8 min |  |
| 33                                                                                            | 33                                                                                            | Střely                          | 23 |  |

| 22. června 2024 02:00 | Edmonton Oilers | 5 : 1 (1:0, 2:0, 2:1) | Florida Panthers | Rogers Place, Edmonton Návštěvnost: 18 347 (vyprodáno) |  |

| Report | |                         |                                    |  |
| Stuart Skinner | Stuart Skinner | Brankáři                | Sergej Bobrovskij                  |  |
| Foegele (Draisaitl, Kulak) 07:27' Henrique (Janmark, Ekholm) 20:46' Hyman (Nugent-Hopkins) 38:20' McLeod (Foegele, do prázdné branky) 56:45' Nurse (Skinner, do prázdné branky) 56:57' | Foegele (Draisaitl, Kulak) 07:27' Henrique (Janmark, Ekholm) 20:46' Hyman (Nugent-Hopkins) 38:20' McLeod (Foegele, do prázdné branky) 56:45' Nurse (Skinner, do prázdné branky) 56:57' | 1:0 2:0 3:0 3:1 4:1 5:1 | 41:28' Barkov (Verhaeghe, Kulikov) |  |
| 18 min | 18 min | Tresty                  | 16 min                             |  |
| 19 | 19 | Střely                  | 21                                 |  |

| 25. června 2024 02:00 | Florida Panthers | 2 : 1 (1:1, 1:0, 0:0) | Edmonton Oilers | Amerant Bank Arena, Sunrise Návštěvnost: 19 939 (vyprodáno) |  |

| Report                                                                     |                                                                            |             |                       |  |
| Sergej Bobrovskij                                                          | Sergej Bobrovskij                                                          | Brankáři    | Stuart Skinner        |  |
| Verhaeghe (Rodrigues, Lundell) 07:27' Reinhart (Verhaeghe, Kulikov) 35:11' | Verhaeghe (Rodrigues, Lundell) 07:27' Reinhart (Verhaeghe, Kulikov) 35:11' | 1:0 1:1 2:1 | 06:44' Janmark (Ceci) |  |
| 2 min                                                                      | 2 min                                                                      | Tresty      | 4 min                 |  |
| 21                                                                         | 21                                                                         | Střely      | 24                    |  |

Konečný stav série 4:3 na zápasy pro Florida Panthers.

## Hráčské statistiky play-off

### Kanadské bodování
Toto je konečné pořadí hráčů podle dosažených bodů. Za jeden vstřelený gól nebo přihrávku na gól hráč získal jeden bod.
| Poř. | Hráč                | Tým              | Z  | G  | A  | B  | TM | +/- |
| ---- | ------------------- | ---------------- | -- | -- | -- | -- | -- | --- |
| 1.   | Connor McDavid      | Edmonton Oilers  | 25 | 8  | 34 | 42 | 10 | +12 |
| 2.   | Evan Bouchard       | Edmonton Oilers  | 25 | 6  | 26 | 32 | 22 | +14 |
| 3.   | Leon Draisaitl      | Edmonton Oilers  | 25 | 10 | 21 | 31 | 14 | 0   |
| 4.   | Zach Hyman          | Edmonton Oilers  | 25 | 16 | 6  | 22 | 12 | +12 |
| 5.   | Aleksander Barkov   | Florida Panthers | 24 | 8  | 14 | 22 | 8  | -1  |
| 6.   | Ryan Nugent-Hopkins | Edmonton Oilers  | 25 | 7  | 15 | 22 | 8  | -2  |
| 7.   | Matthew Tkachuk     | Florida Panthers | 24 | 6  | 16 | 22 | 31 | 0   |
| 8.   | Carter Verhaeghe    | Florida Panthers | 24 | 11 | 10 | 21 | 20 | -5  |
| 9.   | Vincent Trocheck    | New York Rangers | 16 | 8  | 12 | 20 | 10 | +3  |
| 10.  | Anton Lundell       | Florida Panthers | 24 | 3  | 14 | 17 | 12 | +8  |

### Hodnocení brankářů
Toto je konečné pořadí nejlepších pěti brankářů seřazených podle průměru obdržených branek na zápas. Odchytaných minimálně 420 minut.
| Poř. | Hráč              | Tým              | Z. | MIN     | OG | PZ  | PS  | POG  | Úsp% |
| ---- | ----------------- | ---------------- | -- | ------- | -- | --- | --- | ---- | ---- |
| 1.   | Jeremy Swayman    | Boston Bruins    | 12 | 697:31  | 25 | 348 | 373 | 2.15 | 93.3 |
| 2.   | Jake Oettinger    | Dallas Stars     | 19 | 1206:47 | 45 | 472 | 516 | 2.24 | 91.5 |
| 3.   | Sergej Bobrovskij | Florida Panthers | 24 | 1419:32 | 55 | 528 | 583 | 2.32 | 90.6 |
| 4.   | Igor Šesťorkin    | New York Rangers | 16 | 999:51  | 39 | 486 | 524 | 2.34 | 92.7 |
| 5.   | Stuart Skinner    | Edmonton Oilers  | 23 | 1373:20 | 56 | 508 | 564 | 2.45 | 90.1 |

## Zápasy pod širým nebem

### Edmonton Oilers — Calgary Flames
| 30. října 2023 00:00 | Edmonton Oilers | 5 : 2 (3:1, 0:1, 2:0) | Calgary Flames | Commonwealth Stadium, Edmonton Návštěvnost: 55 411 |  |

| Report | |                             |                                                                   |  |
| Stuart Skinner | Stuart Skinner | Brankáři                    | Jacob Markström                                                   |  |
| Kulak (Kane, Nugent-Hopkins) 04:19' Hyman (Draisaitl) 09:38' Bouchard (Draisaitl, McDavid) 36:06' Desharnais (Kane, Hyman) 46:16' Kane (Ryan, do prázdné branky) 59:13' | Kulak (Kane, Nugent-Hopkins) 04:19' Hyman (Draisaitl) 09:38' Bouchard (Draisaitl, McDavid) 36:06' Desharnais (Kane, Hyman) 46:16' Kane (Ryan, do prázdné branky) 59:13' | 1:0 2:0 2:1 3:1 3:2 4:2 5:2 | 14:55' Kadri (Weegar, Huberdeau) 31:28' Greer (Weegar, Markström) |  |
| 12 min | 12 min | Tresty                      | 4 min                                                             |  |
| 33 | 33 | Střely                      | 26                                                                |  |

### Seattle Kraken — Vegas Golden Knights
| 1. ledna 2024 21:00 | Seattle Kraken | 3 : 0 (1:0, 1:0, 1:0) | Vegas Golden Knights | T-Mobile Park, Seattle Návštěvnost: 43 313 |  |

| Report                                                                         |                                                                                |             |                |  |
| Joey Daccord                                                                   | Joey Daccord                                                                   | Brankáři    | Logan Thompson |  |
| Tolvanen (Dunn, Larsson) 04:50' Borgen (Kartye, Tolvanen) 22:19' Gourde 42:10' | Tolvanen (Dunn, Larsson) 04:50' Borgen (Kartye, Tolvanen) 22:19' Gourde 42:10' | 1:0 2:0 3:0 |                |  |
| 2 min                                                                          | 2 min                                                                          | Tresty      | 4 min          |  |
| 27                                                                             | 27                                                                             | Střely      | 35             |  |

### New Jersey Devils — Philadelphia Flyers
| 18. února 2024 02:00 | New Jersey Devils | 6 : 3 (2:0, 2:2, 2:1) | Philadelphia Flyers | MetLife Stadium, East Rutherford Návštěvnost: 70 328 |  |

| Report | |                                     |                                                                                                   |  |
| Nico Daws | Nico Daws | Brankáři                            | Samuel Ersson                                                                                     |  |
| Hischier (Palát, Marino) 00:32' Toffoli (Smith, Hughes) 13:30' Smith (Palát, Hischier) 36:36' Bastian (Meier, Lazar) 37:48' Hischier (Bratt, Marino) 42:48' Bastian (Haula, Lazar, do prázdné branky) 58:15' | Hischier (Palát, Marino) 00:32' Toffoli (Smith, Hughes) 13:30' Smith (Palát, Hischier) 36:36' Bastian (Meier, Lazar) 37:48' Hischier (Bratt, Marino) 42:48' Bastian (Haula, Lazar, do prázdné branky) 58:15' | 1:0 2:0 2:1 3:1 4:1 4:2 5:2 5:3 6:3 | 27:43' Tippett (Konecny, Zamula) 38:23' Tippett (Konecny, Frost) 49:07' Seeler (Laughton, Walker) |  |
| 8 min | 8 min | Tresty                              | 12 min                                                                                            |  |
| 39 | 39 | Střely                              | 48                                                                                                |  |

### New York Islanders – New York Rangers
| 18. února 2024 21:00 | New York Islanders | 5 : 6 (PP) (3:1, 1:2, 1:2 - 0:1) | New York Rangers | MetLife Stadium, East Rutherford Návštěvnost: 79 690 |  |

| Report | |                                             | |  |
| Ilja Sorokin | Ilja Sorokin | Brankáři                                    | Igor Šesťorkin |  |
| Nelson (Mayfield, Clutterbuck) 04:20' Horvat (Dobson, Pelech) 07:18' Barzal (Nelson, Dobson) 07:34' Lee (Engvall, Reilly) 21:03' Romanov (Dobson) 41:53' | Nelson (Mayfield, Clutterbuck) 04:20' Horvat (Dobson, Pelech) 07:18' Barzal (Nelson, Dobson) 07:34' Lee (Engvall, Reilly) 21:03' Romanov (Dobson) 41:53' | 0:1 1:1 2:1 3:1 4:1 4:2 4:3 5:3 5:4 5:5 5:6 | 01:28' Gustafsson (Kakko, Brodzinski) 25:36' Trocheck (Panarin, Fox) 38:34' Trocheck (Lafrenière, Lindgren) 55:52' Kreider (Panarin, Trocheck) 58:31' Zibanejad (Fox, Lafrenière) 60:10' Panarin |  |
| 17 min | 17 min | Tresty                                      | 11 min |  |
| 41 | 41 | Střely                                      | 38 |  |

## Milníky

### První zápasy
Následující tabulka obsahuje významné hráče, kteří odehráli v průběhu sezony 2022/23 svůj první zápas v NHL.
| Hráč          | Tým                | Poznámka             |
| ------------- | ------------------ | -------------------- |
| Connor Bedard | Chicago Blackhawks | Jednička draftu 2023 |

### Dosažené důležité milníky
- 11. října 2023 odehráli útočníci Pittsburghu Penguins, Sidney Crosby a Jevgenij Malkin a obránce Kris Letang svůj první zápas sezóny jako trio, čímž vytvořili nový rekord v počtu odehraných sezón (18) jako trio v historii severoamerických sportů "velké čtyřky" a překonali dosavadní rekord tria New York Yankees ve složení Derek Jeter, Jorge Posada a Mariano Rivera.[8][9]
- 15. října 2023 zaznamenal útočník Toronta Maple Leafs, Auston Matthews ve druhém zápase sezony druhý hattrick v řadě a stal se tak pátým hráčem v historii NHL, který zahájil sezonu po sobě jdoucím hattrickem, a druhým od sezony 1917/18.[10]
- 20. října 2023 porazili Vegas Golden Knights Winnipeg Jets 5:3 a stali se třetím obhájcem Stanley Cupu, který začal následující sezónu pěti po sobě jdoucími výhrami, čímž se připojili k Edmontonu Oilers z let 1985/86 a Ottawě Senators z let 1920/21.
- 25. října 2023 vstřelil útočník Washingtonu Capitals Alexandr Ovečkin svůj 300. gól v přesilovce a stal se tak prvním hráčem v historii NHL, který této mety dosáhl.[11]
- 25. října 2023 Colorado Avalanche porazilo New York Islanders a připsalo si 15. vítězství v základní části na venkovních kluzištích po sobě (od sezóny 2022/23), čímž vytvořilo nový rekord v nejdelší vítězné sérii venku a překonalo dosavadní rekord Buffala Sabres (14 po sobě jdoucích vítězství na cestách mezi sezónami 2005/06 a 2006/07).[12]
- 1. listopadu 2023 odehrál útočník Nashville Predators Ryan O'Reilly svůj 1000. zápas v NHL a stal se 383. hráčem, který dosáhl této mety.[13]
- 5. listopadu 2023 vyhráli hokejisté Washingtonu Capitals tisící domácí zápas v historii klubu.[14]
- 5. listopadu 2023 San Jose Sharks podruhé za sebou inkasovali 10 gólů, čímž se stali prvním týmem, který inkasoval 10 gólů v po sobě jdoucích zápasech od dob Boston Bruins v sezóně 1965/66.[15] Navíc Sharks prohráli jedenáctý zápas v řadě na začátku sezóny, čímž se vyrovnali New Yorku Rangers ze sezóny 1943/44 a Arizoně Coyotes ze sezón 2017/18 a 2021/22 v nejdelší sérii proher na začátku sezóny.[15]
- 15. listopadu 2023 odehrál útočník Buffala Sabres Kyle Okposo svůj 1000. zápas v NHL a stal se 384. hráčem, který této mety dosáhl.[16]
- 20. listopadu 2023 zaznamenal obránce Colorada Avalanche Cale Makar ve svém 254. zápase v NHL 200. asistenci, čímž se stal nejrychlejším obráncem s 200 asistencemi v historii NHL a překonal dosavadní rekord Quinna Hughese.[17]
- 23. listopadu 2023 odehrál útočník New York Islanders Cal Clutterbuck svůj 1000. zápas v NHL a stal se 385. hráčem, který této mety dosáhl.[18]
- 1. prosince 2023 se brankář Pittsburghu Penguins Tristan Jarry stal 14. brankářem v historii NHL, který vstřelil gól v zápase NHL.[19]
- 4. prosince 2023 vyhráli New York Rangers 3000. zápas v základní části v historii klubu.[20]
- 5. prosince 2023 odehrál obránce Tampy Bay Lightning Victor Hedman svůj 1000. zápas v NHL a stal se 386. hráčem, který této mety dosáhl.[21]
- 8. prosince 2023 odehrál útočník Dallasu Stars Matt Duchene svůj 1000. zápas v NHL a stal se 387. hráčem, který této mety dosáhl.[22]
- 8. prosince 2023 zaznamenali Los Angeles Kings jedenácté vítězství v řadě na venkovním kluzišti od začátku základní části, čímž vytvořili nový rekord v nejdelší vítězné sérii na začátku sezóny a překonali dosavadní rekord Buffala Sabres ze sezóny 2006/07.[23]
- 8. prosince 2023 zaznamenal útočník Washingtonu Capitals Alexandr Ovečkin svůj 1500. bod a stal se 16. hráčem, který této mety dosáhl.[24]
- 12. prosince 2023 zaznamenal útočník Toronto Maple Leafs John Tavares svůj 1000. bod a stal se tak 98. hráčem, který této mety dosáhl.[25]
- 28. prosince 2023 se obránce Pittsburghu Penguins Kris Letang stal prvním obráncem v historii NHL, který zaznamenal pět bodů v jedné třetině.[26]
- 28. prosince 2023 se trenér Floridy Panthers Paul Maurice stal třetím trenérem v historii NHL, který odtrénoval 1800 zápasů.[27]
- 28. prosince 2023 se obránce Pittsburghu Penguins Kris Letang stal prvním obráncem v historii NHL, který zaznamenal pět bodů v jedné třetině.[28]
- 30. prosince 2023 se trenér Philadelphie Flyers John Tortorella stal osmým trenérem v historii NHL a zároveň prvním americkým trenérem, který odtrénoval 1500 zápasů.[29]
- 1. ledna 2023 odehrál brankář Minnesoty Wild Marc-André Fleury svůj 1000. zápas v NHL a stal se tak 388. hráčem a čtvrtým brankářem, který této mety dosáhl.[30]
- 16. ledna 2024 zaznamenal brankář Minnesoty Wild Marc-André Fleury své 552. vítězství, čímž překonal Patricka Roye na druhém místě v počtu výher všech dob.[31]
- 25. ledna 2024 odtrénoval hlavní trenér Floridy Panthers Paul Maurice svůj 1813. zápas, čímž překonal Barryho Trotze v počtu odtrénovaných zápasů.[32]
- 28. ledna 2024 odehrál útočník Pittsburghu Penguins Lars Eller svůj 1000. zápas v NHL a stal se prvním hráčem narozeným v Dánsku a celkově 389. hráčem, který této mety dosáhl.[33]
- 28. ledna 2024 hráli Montreal Canadiens svůj 7000. zápas v historii klubu.[34]
- 11. února 2024 vstřelil útočník Washingtonu Capitals Alexandr Ovečkin svůj 57. gól do prázdné branky, čímž vytvořil nový rekord v počtu gólů do prázdné branky a překonal dosavadní rekord Wayna Gretzkyho.[35]
- 13. února 2024 odehrál obránce Vegas Golden Knights Alex Pietrangelo svůj 1000. zápas v NHL a stal se 390. hráčem, který dosáhl této mety.[36]
- 14. února 2024 odehrál útočník Bostonu Bruins Brad Marchand svůj 1000. zápas v NHL a stal se 391. hráčem, který této mety dosáhl.[37]
- 18. února 2024 se útočník New York Rangers Matt Rempe stal prvním hráčem v historii NHL, který debutoval ve venkovním zápase v rámci NHL Stadium Series 2024.[38]
- 22. února 2024 vstřelil útočník Toronta Maple Leafs Auston Matthews ve svém 54. zápase 50. gól v sezóně, čímž se stal nejrychlejším hráčem narozeným v Americe, který vstřelil 50 gólů v sezóně, a překonal tak dosavadní rekord, o který se dělil s Kevinem Stevensem.[39] Matthews se také stal prvním hráčem, který dosáhl 50 gólů v 55 a méně zápasech od doby, kdy se to v sezóně 1995/96 podařilo Mariovi Lemieuxovi.[40]
- 29. února 2024 vyhráli Vegas Golden Knights svůj 300. zápas v základní části, čímž se stali nejrychlejším týmem s 300 výhrami v historii NHL a překonali dosavadní rekord Edmontonu Oilers.[41]
- 6. března 2024 odehrál útočník Bostonu Bruins James van Riemsdyk svůj 1000. zápas v NHL a stal se 392. hráčem, který dosáhl této mety.[42]
- 13. března 2024 odehrál útočník Seattle Kraken Jordan Eberle svůj 1000. zápas v NHL a stal se 393. hráčem, který této mety dosáhl.[43]
- 17. března 2024 odehrál útočník Washingtonu Capitals T. J. Oshie svůj 1000. zápas v NHL a stal se 394. hráčem, který této mety dosáhl.[44]
- 19. března 2024 vstřelil útočník Washingtonu Capitals Alexandr Ovečkin svůj 20. gól v sezóně a stal se třetím hráčem v historii NHL, který zaznamenal alespoň 20 gólů v 19 po sobě jdoucích sezónách.[45]
- 21. března 2024 zaznamenal útočník Los Angeles Kings Anže Kopitar svůj 1200. bod a stal se 52. hráčem, který této mety dosáhl.[46]
- 24. března 2024 odehrál obránce St. Louis Blues Nick Leddy svůj 1000. zápas v NHL a stal se 395. hráčem, který této mety dosáhl.[47]
- 31. března 2024 odehrál obránce Washingtonu Capitals John Carlson svůj 1000. zápas v NHL a stal se tak 396. hráčem, který této mety dosáhl.[48]
- 31. března 2024 odchytal brankář Winnipegu Jets Connor Hellebuyck svůj 500. zápas v NHL a stal se tak 79. brankářem, který této mety dosáhl.[49]
- 31. března 2024 zaznamenal brankář New York Rangers Jonathan Quick své 392. vítězství, čímž vytvořil nový rekord v počtu vítězství mezi brankáři narozenými v USA a překonal dosavadní rekord Ryana Millera.[50]
- 31. března 2024 vstřelil útočník Toronta Maple Leafs Auston Matthews svůj 60. gól v sezóně a stal se 43. hráčem, který této mety dosáhl.[51]
- 2. dubna 2024 zaznamenal útočník Pittsburghu Penguins Sidney Crosby svůj 82. bod v sezoně, čímž si zajistil 19. sezónu s průměrem alespoň jednoho bodu.[52]
- 3. dubna 2024 odehrál útočník Buffala Sabres Jeff Skinner svůj 1000. zápas v NHL, čímž se stal 397. hráčem, který této mety dosáhl, a zároveň prvním, který toho dosáhl bez účasti v play-off.[53]
- 8. dubna 2024 zaznamenal brankář Caroliny Hurricanes Frederik Andersen ve svém 494. zápase 294. výhru, čímž překonal Bradena Holtbyho v počtu výher brankářů v prvních 500 zápasech.[54]
- 10. dubna 2024 vstřelil útočník Toronta Maple Leafs Auston Matthews svůj 66. gól v sezoně, čímž překonal novodobý rekord Alexandra Ovečkina (65 gólů) z let 2007/2008. Matthews se navíc stal prvním hráčem, který vstřelil více než 65 gólů v jedné sezóně od doby, kdy se to v letech 1995/96 podařilo Mariu Lemieuxovi.[55]
- 10. dubna 2024 vstřelil útočník Washingtonu Capitals Alexandr Ovečkin svůj 30. gól v sezoně a stal se prvním hráčem v historii NHL, který zaznamenal 18 sezon s nejméně 30 góly.[56]
- 12. dubna 2024 vstřelil útočník Toronta Maple Leafs Auston Matthews svůj 50. gól v sezóně při hře 5 na 5, čímž se stal sedmým hráčem, který této mety dosáhl, a prvním od roku 1992/93, kdy se to povedlo Teemu Selännemu.[57]
- 12. dubna 2024 zaznamenal útočník Pittsburghu Penguins Sidney Crosby svou 1000. asistenci, čímž se stal čtrnáctým hráčem, který této mety dosáhl.[58] Crosby také překonal Phila Esposita na desátém místě v historickém bodování a stal se prvním hráčem, který se dostal do první desítky od dob Jaromíra Jágra v sezoně 2007/2008.[59]